# Kastell Buch

Das Kastell mit Eintragung des Vicus in seiner 2. Ausbauphase, die 193 n. Chr. begann.

Das Kastell Buch, auch Kastell Rainau-Buch genannt, ist ein ehemaliger römischer Garnisonsort, der nahe am Rätischen Limes, einem UNESCO-Weltkulturerbe, zur Grenzsicherung errichtet wurde. Die Reste der Fortifikation liegen auf der Gemarkung des zur Gemeinde Rainau gehörenden Dorfes Buch im Ostalbkreis im östlichen Baden-Württemberg. Das Kastell bildet seit 1972 zusammen mit seiner antiken Zivilsiedlung (Vicus), dem dort entlangführenden Abschnitt des Limes sowie dem Limestor Dalkingen den Limes-Park Rainau. Bekannt wurde Buch außer durch das Limestor besonders durch seine kostbaren Funde.

## Lage
Die Garnison wurde topographisch günstig auf einem das Jagst- und das zulaufende Ahlbachtal beherrschenden Geländesporn errichtet. Von hier aus konnte nicht nur der nahe Limesabschnitt überwacht, sondern auch das rund 2,25 Kilometer nordöstlich vom Kastell in die Rätische Mauer eingebaute Limestor mitsamt dem Grenzverkehr kontrolliert werden. Daneben bot sich der Besatzung von der Anhöhe aus ein guter Blick über das weiter nördlich die römische Reichsgrenze querende Jagsttal. Der Limes läuft in diesem Bereich von Südwesten kommend in einem Minimalabstand von rund 1,15 Kilometern westlich des Kastells nach Nordosten. Anschließend beschreibt er von Norden nach Südosten einen leichten, rund zwei Kilometer umfassenden Bogen. Der nördlichste Punkt dieses Bogens an der Stelle, an der die Jagst römisches Gebiet verließ, war von der Befestigung rund 2,2 Kilometer entfernt und für die dort stationierten Soldaten gut einsehbar. Die antiken Geometer hatten den Bogen angelegt, um das Jagsttal besser überwachen zu können und um eine dort gelegene, wichtige Furt in das römische Gebiet einzubeziehen. Es wird vermutet, dass dort in der Flusssenke bereits in vorgeschichtlicher Zeit eine bedeutende Nord-Süd-Durchgangsstraße verlaufen ist. Das nordöstliche Ende des Limesbogens liegt rund drei Kilometer entfernt. Im Bereich eines dort vermuteten Wachturms knickt die Rätische Mauer in östliche Richtung ab, um nach 1,5 Kilometern für ein längeres Stück geradlinig nach Nordosten bis zum Kastell Halheim zu laufen.
Der Geländesporn, auf dem sich die Überreste der Bucher Befestigung befinden, wird an seiner Nordflanke durch die Niederung des Ahlbachs begrenzt. Der Bach fließt nordöstlich unterhalb der Befestigung der Jagst zu, die hier von Südosten heran- und nach Norden abfließt; heute liegt hier der Stausee Rainau-Buch. Im Talgrund, am Zufluss des Ahlbachs in die Jagst, befindet sich ein Teil des Vicus, der Zivilsiedlung des Kastells, sowie das Balineum, das Kastellbad. Die Westseite des Sporns flankiert der Langenbach-Taleinschnitt. Auch am Talhang auf der gegenüberliegenden Seite der Jagst wurden Reste antiker Bauten entdeckt.
Eine wichtige Heer- und Handelsstraße führte von Buch zum bedeutendsten Kastell des Rätischen Limes im heutigen Aalen, dem Kastell Aalen. Die Verlängerung der Straße zog sich von Buch aus zum nicht einsehbaren Limestor und darüber hinaus in die Germania magna (Großgermanien). Dort verlieren sich ihre Spuren gleich hinter der Grenze. Eine weitere Straße soll Buch mit dem Kastell Halheim verbunden haben. Zudem wurde ein Weg nach Südosten der Jagst entlang, der beim Bundesstraßenbau 1973 zerstört wurde, als römerzeitliches Überbleibsel angesehen. Nähere Untersuchungen fanden seinerzeit jedoch nicht statt. Bekannt ist hingegen eine Trasse zum südlichen und älteren Kastell Oberdorf am Ipf (Opia), das zum ehemaligen Alblimes gehörte. Es wird vermutet, dass die Aufgabe des Kastells Opia im Zusammenhang mit der Vorverlegung des Limes stand. In diesem Fall könnte die dortige Kastellbesatzung nach Buch verlegt worden sein. Im Umkreis von Buch konnte die Gewinnung und Verhüttung von Eisenerz nachgewiesen werden.

Zur Lage des Kastells
Das Kastell in seinem antiken Umfeld.
Die historische Zeichnung zeigt die Lage des Kastells zur Zeit der Grabungen 1897.
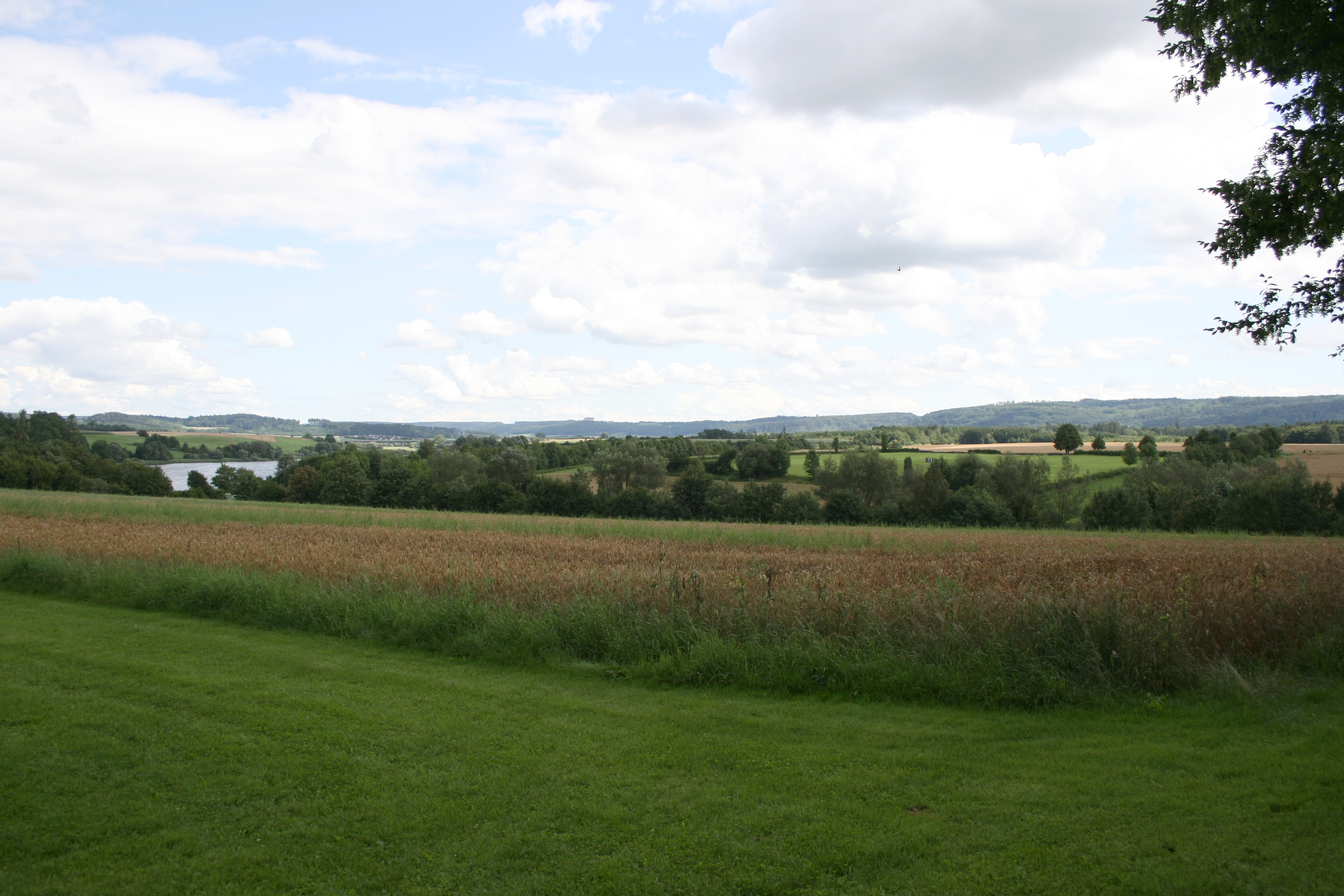
Ansicht des Kastellgeländes (hellgrünes Gelände) von Norden. Links der Bucher Stausee, am Horizont Schloss Kapfenburg.
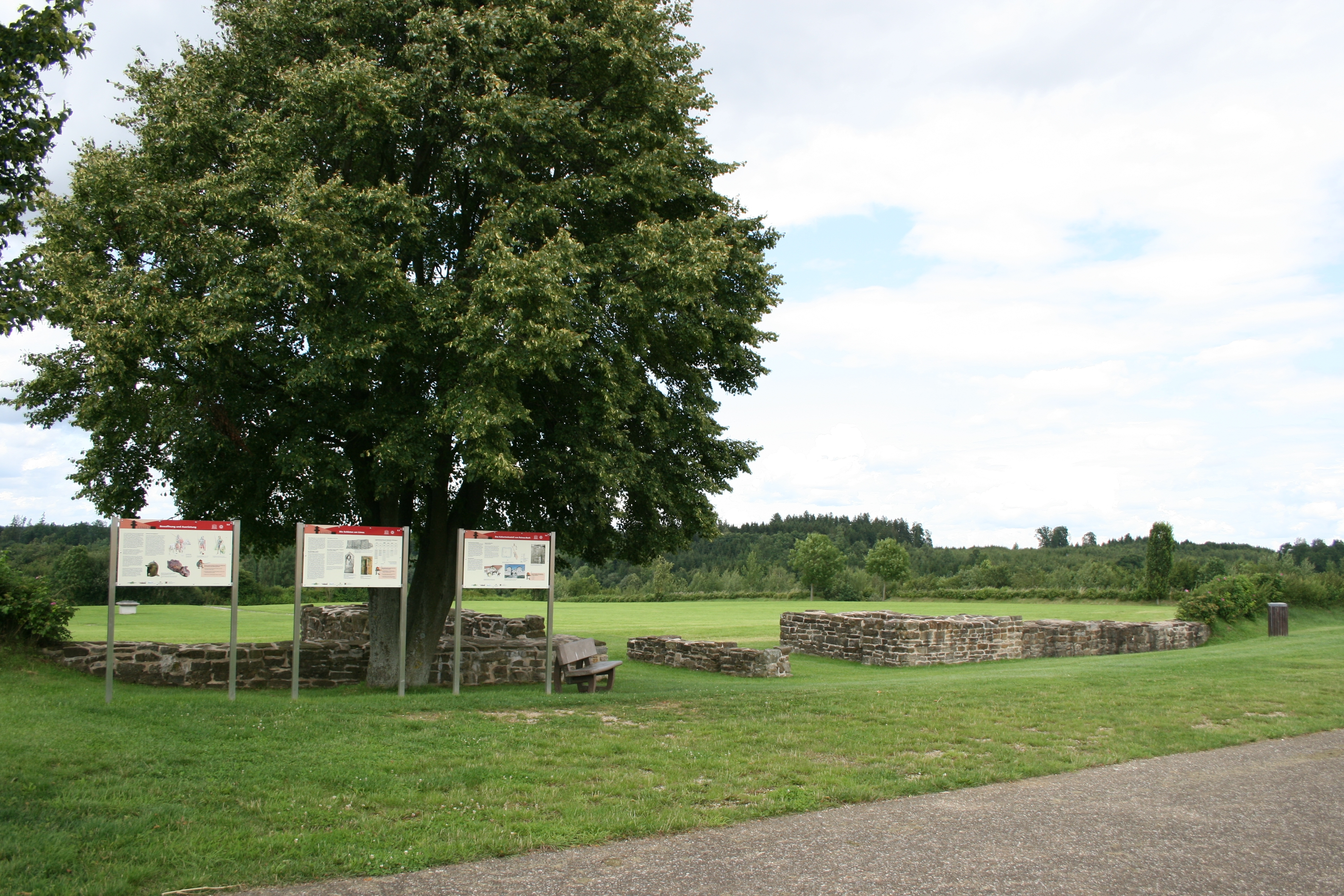
Ansicht des Südtores mit den aktuellen Schautafeln (2009).

## Forschungsgeschichte

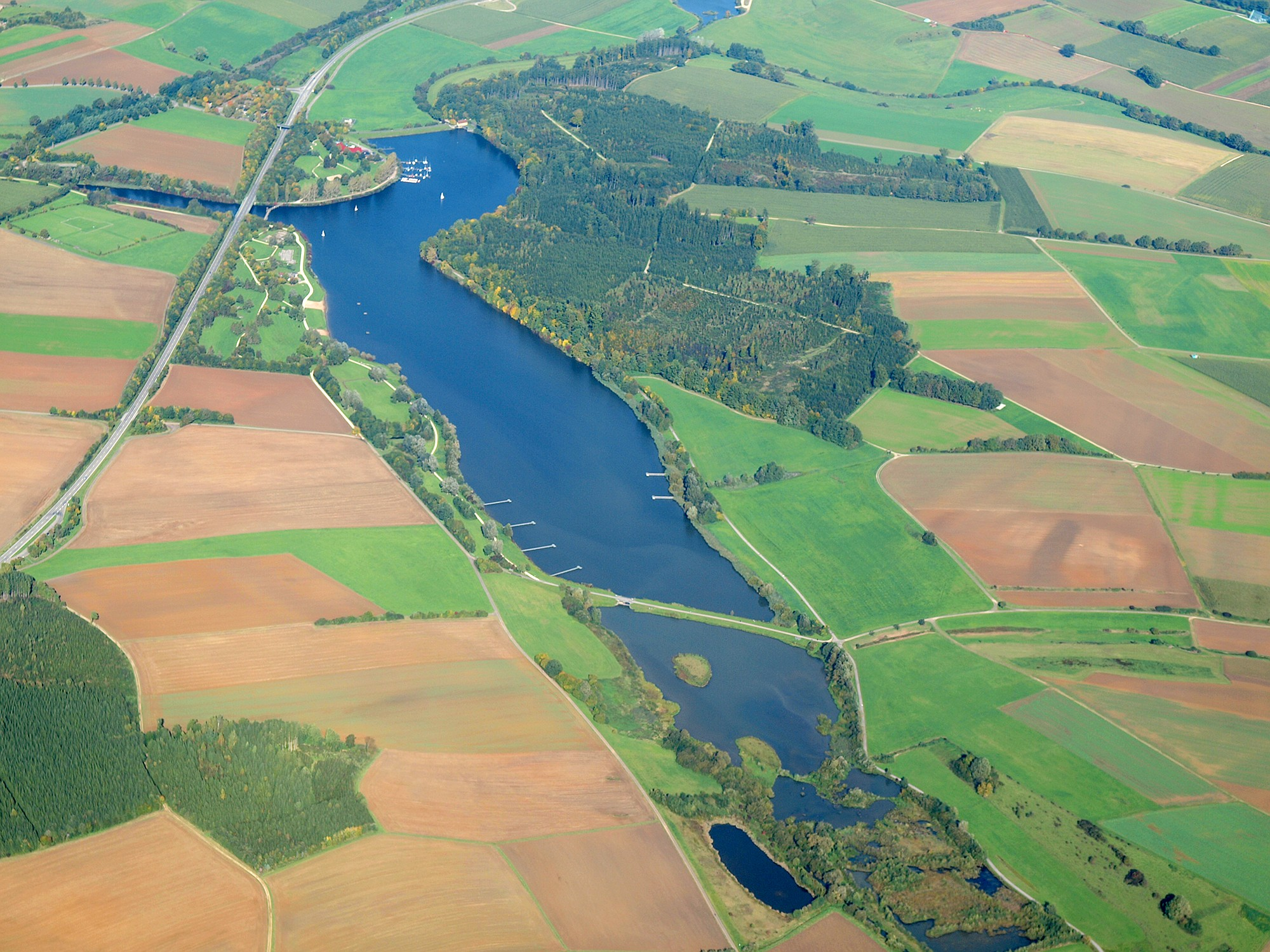
Das Luftbild zeigt das Kastell in der oberen Bildhälfte ganz links und das Limestor in der Bildspitze ganz oben rechts.

Bereits Anfang des 19. Jahrhunderts wurden die Überreste des Kastells im Gewann „Haldenäcker“ entdeckt. Insbesondere die Ellwanger Altertumsfreunde führten im Bereich der Garnison erste Untersuchungen durch. Sie berichteten, dass das Gewann damals noch durch sichtbare Mauern umfriedet war, von denen 1818 Steine für den Straßenbau ausgebrochen wurden. Als Beweis für die Anwesenheit der Römer galten ihnen Säulenfragmente, gebrannten Ziegel, Keramik und Münzen. Erste wissenschaftliche Ausgrabungen fanden 1897 unter der Leitung des zuständigen Streckenkommissars der Reichs-Limeskommission, Ernst von Herzog (1834–1911), statt. Damals wurden Wehrmauern, Tore, Türme sowie die in Steinbauweise ausgeführten Innenbauten erforscht. Auch das Kastellbad im Jagsttal konnte untersucht werden. 1969 gruben die Forscher im „Mahdholz“ an der Limesmauer bei Schwabsberg nördlich von Buch und konservierten 1970 ein Steinturmfundament. 1974 wurde dort ein Limesturm aus Holz rekonstruiert, der als hölzerner antiker Bau nachgewiesen werden konnte. Diese Art der Rekonstruktion wurde durch den fortschreitenden Wissensstand überholt. Daher ersetzte man 2008 den Turm durch eine wissenschaftlich gesicherte Rekonstruktion auf Grundlage der Arbeiten von Dietwulf Baatz (1928–2021). Am Südrand von Schwabsberg wurde 1969 und 1974 die hölzerne Limespalisade angeschnitten. Die 1969 aus zwei Metern Tiefe gewonnenen Proben wurden 1975 durch den Dendrochronologen Ernst Hollstein (1918–1988) untersucht. Die von 1974 im Jahr 1976 durch den Dendrochronologen Bernd Becker (1940–1994) von der Universität Hohenheim.
Im Zuge der Flurbereinigung untersuchte im Auftrag des Landesdenkmalamtes Baden-Württemberg Dieter Planck 1972 das Südtor – in Buch die Porta principalis dextra – ein kleines Stück der sich östlich anschließenden Wehrmauer sowie den dort befindlichen Zwischenturm. Außerdem führten die Archäologen einen Schnitt durch das Grabensystem aus, wobei der südlich am Kastell vorbeiführende Fahrweg verhinderte, dass damals alle Gräben erkannt werden konnten. Die 1972 untersuchten Mauern wurden nach der Ausgrabung sichtbar konserviert. 1973 und 1974 konzentrierten sich die Arbeiten auf das Limestor. In den 1982 aufgestauten Bucher Stausee versanken große Bereiche der Täler von Jagst und Ahlbach im Umfeld des Kastells. Zwischen 1976 und 1979 mussten umfangreiche Notgrabungen im Bereich des vor der Porta praetoria gelegenen ost- und südöstlichen Vicus durchgeführt werden, da die Neutrassierung der Bundesstraße 290 dieses Gebiet archäologisch zerstörte. 1975 und 1976 wurde das Kastellbad erneut untersucht und südlich davon kamen 1979 und 1980 zwei weitere Vicusbauten ans Licht. Ebenfalls 1979 konnten bei Planierarbeiten auf dem östlichen Uferhang der Jagst nordöstlich des Bades ein großer römischer Ziegelbrennofen entdeckt und ergraben werden. Die Archäologen nahmen ihn in das Grabungsschutzgebiet auf und schütteten ihn wieder zu. 1992 und 1999 untersuchte Harald von der Osten-Woldenburg Kastell und Teile der Zivilsiedlung geomagnetisch. Außerdem fand 1994 eine geoelektrische Untersuchung und im Winter 1996 eine Begehung mit dem Bodenradar statt, die den Kastellgräben galt.
Weitere wichtige Ergebnisse für die Besiedlungsgeschichte, die 2002 durch den provinzialrömischen Archäologen Bernhard Albert Greiner veröffentlicht wurden, brachte die erneute dendrochronologische Aufarbeitung der in Buch während der Grabungen im Boden gefundenen Hölzer.

## Heutiger Zustand
Die Fundamente der Therme sowie zweier angrenzender Gebäude des Lagerdorfes (Vicus) wurden nach der Grabung 1979/80 konserviert und sind am Ufer des Stausees frei zu besichtigen. Im Zuge der Sanierung des Vicus-Areals 2001/02 wurden die äußeren Umrisse des Stabsgebäudes auf dem Erdboden durch eine Schwelle aus Kies nachgezeichnet. In der Mitte befindet sich ein Modell der Anlage im Maßstab 1:200. Die Kastellmauer wird neben den rekonstruierten Abschnitten im Süden durch einen Erdwall und eine Hecke angedeutet. Bäume zeigen die Lage der Zwischen- und Tortürme an. An sämtlichen Stationen befinden sich Schautafeln, die vor wenigen Jahren aufgrund des UNESCO-Welterbe-Status 2005 ergänzt wurden. Das ab 1972 schrittweise entstandene Freilichtmuseum am rätischen Limes wurde mit der Aufstellung der neuen Schautafeln in Limes-Park Rainau umbenannt.

## Baugeschichte

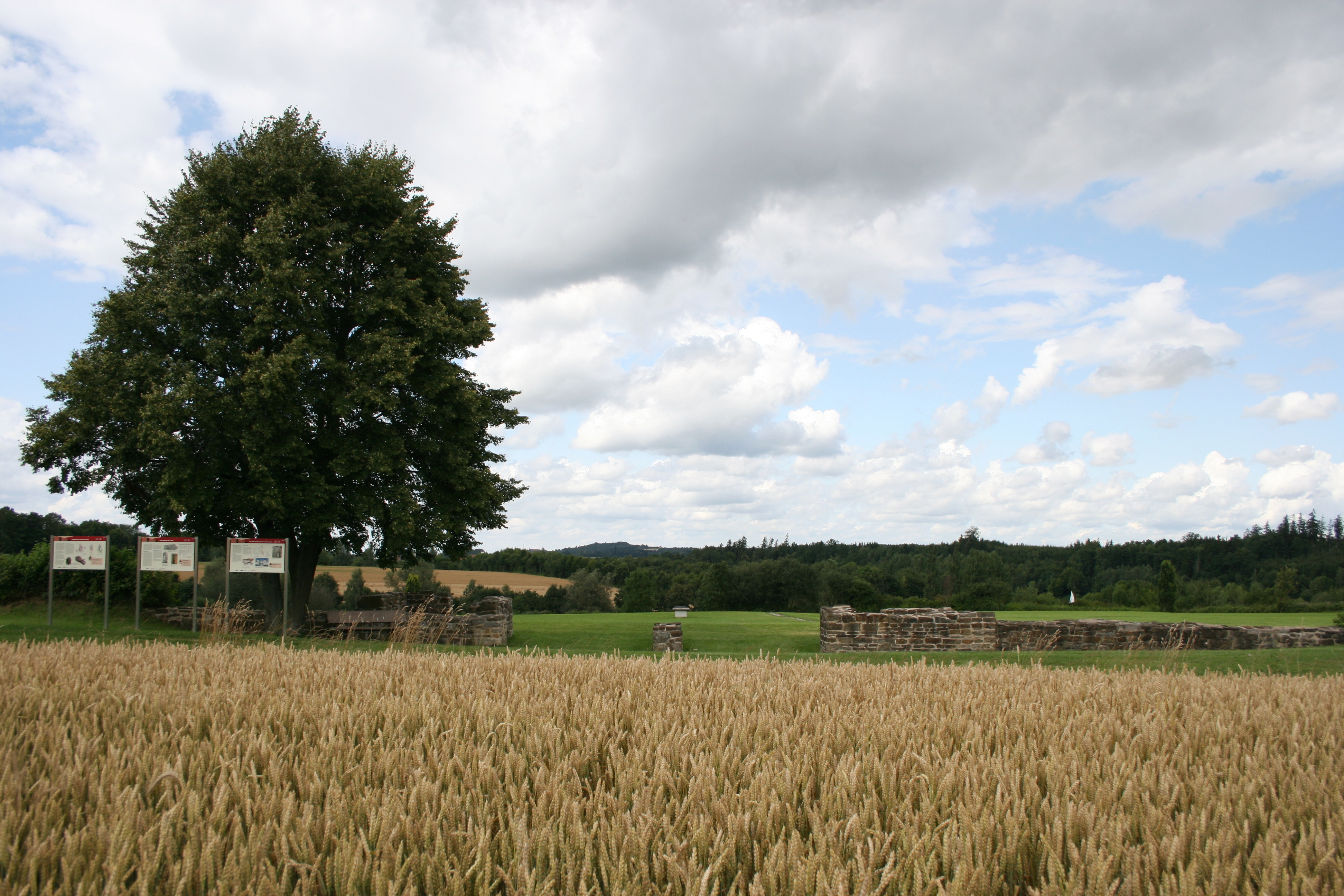
Teilrekonstruiertes südliches Tor (Porta principalis dextra), Außenansicht.

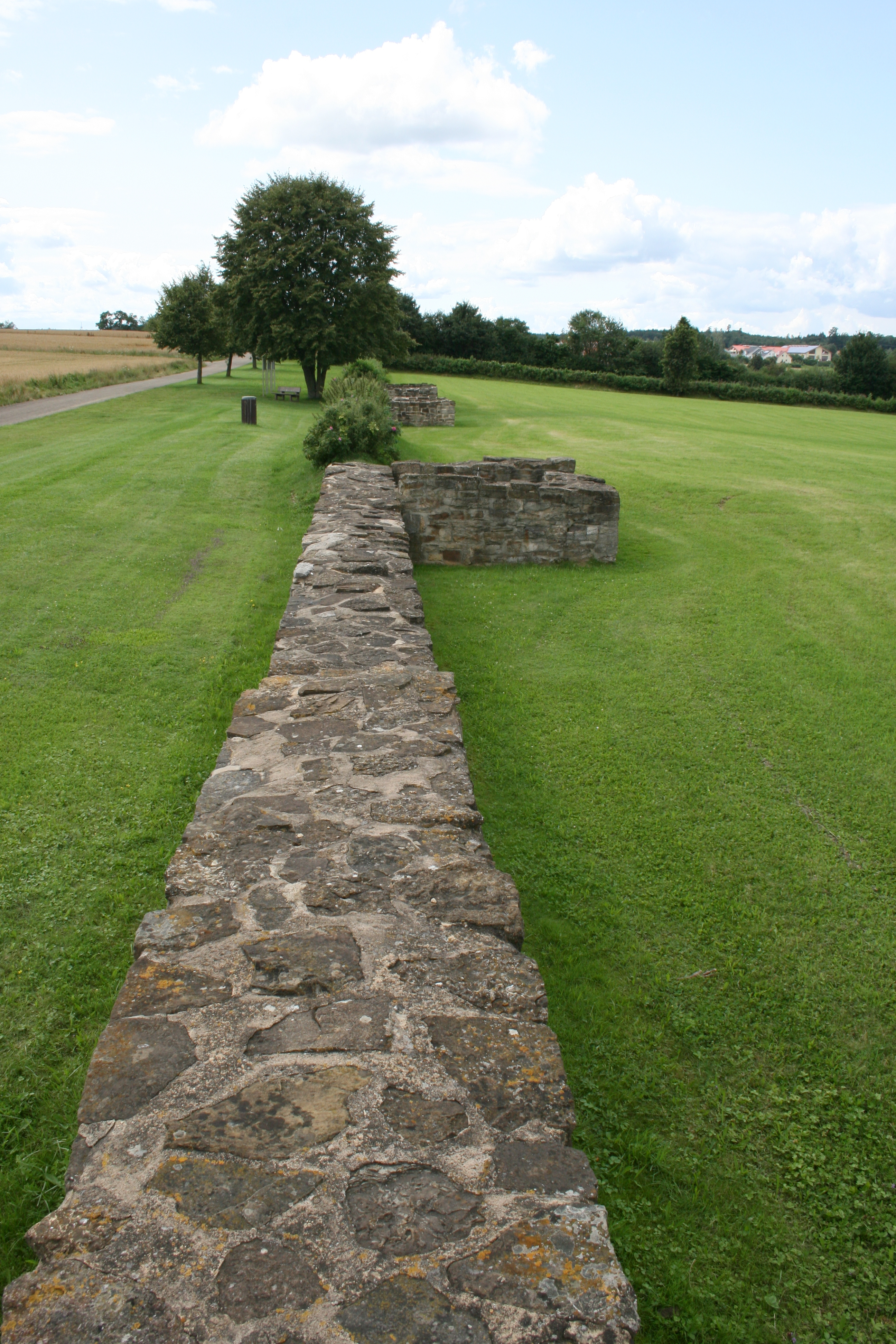
Der Blick entlang des teilrekonstruierten südlichen Mauerabschnitts mit rechteckigem Wachturmfundament

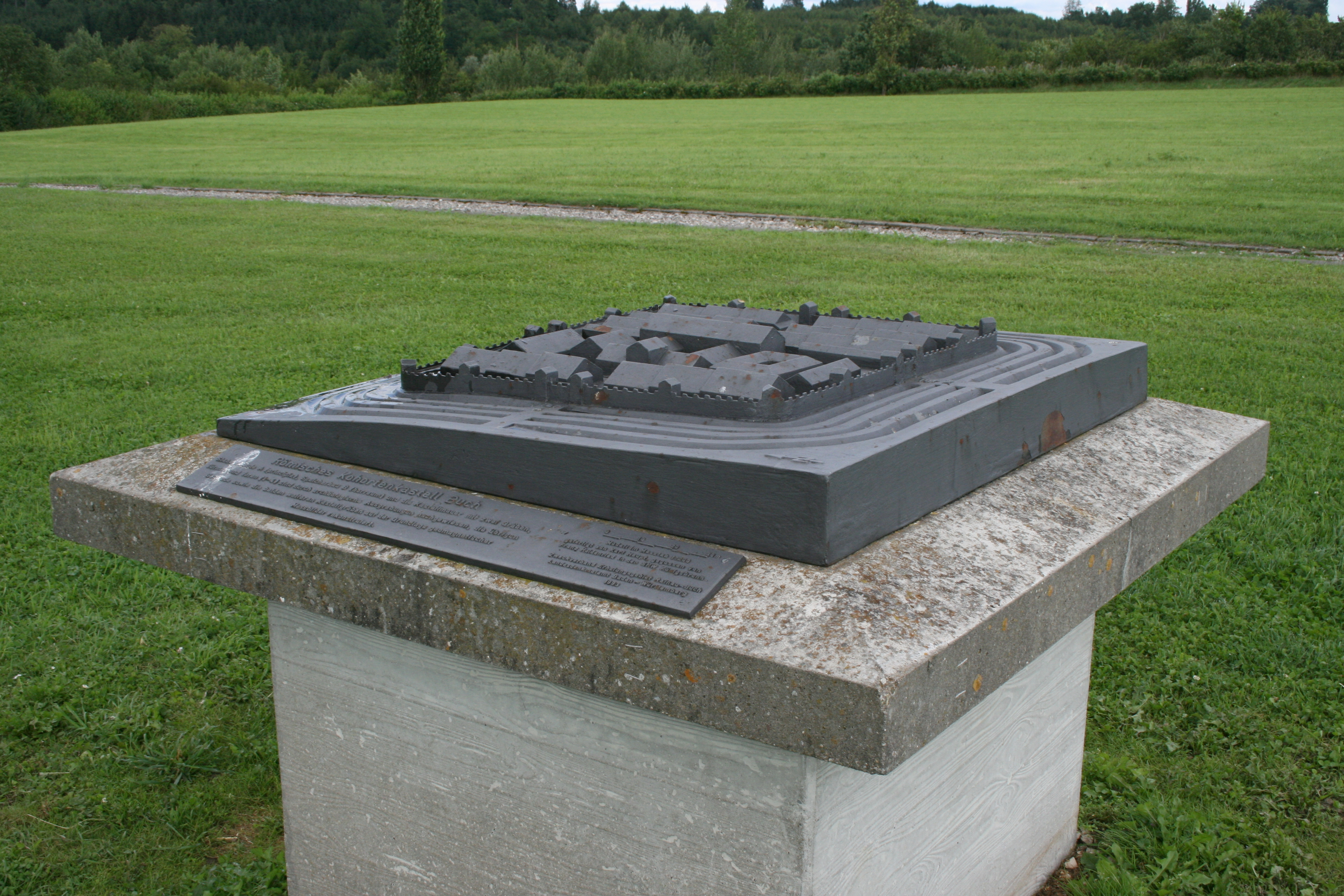
Zentral auf dem Kastellgelände befindet sich ein Modell im Maßstab 1:200

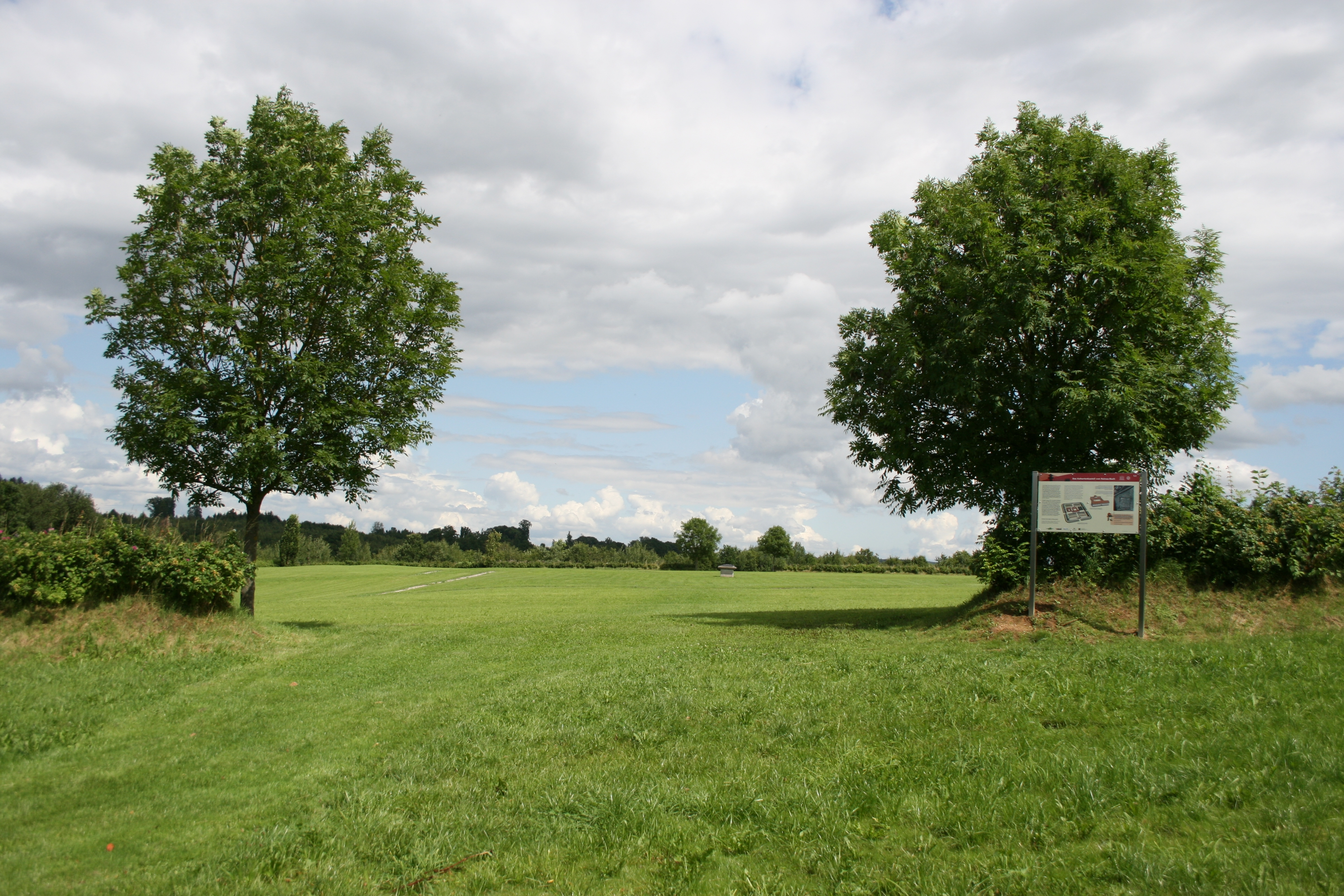
Die Lage der Principia ist mit einer Schwelle aus Kies am Boden markiert. In ihrer Mitte befindet sich das Kastellmodell

Dietwulf Baatz und Dieter Planck vermuteten wie bereits einige Forscher vorher, dass Buch der Nachfolger des älteren, aufgegebenen Kastells Opia am Alblimes war. Das Lager unterstand dem Befehlshaber der Ala II Flavia milliaria p.f. im Kastell Aalen. Zumindest der Vicus und die hölzerne Palisade des Limes wurden fast zeitgleich errichtet. Dies belegen dendrochronologische Auswertungen der ältesten Hölzer (Brunnen 2 und Latrine 8) aus dem Lagerdorf (absolute Datierung spätestens Mai/Juni 161 n. Chr.) und der in Schwabsberg geborgenen Eichenstämme der Palisade, die aus dem „Spätjahr 165, möglicherweise Frühjahr 166 n. Chr.“ stammten. Dieser Zeitraum deckt sich mit den untersuchten Limeshölzern aus dem Rotenbachtal bei Schwäbisch Gmünd. Dort wurde nahe dem Kleinkastell Kleindeinbach der Anfang der Palisade untersucht und das Fälldatum der verwendeten Bäume an dieser Stelle auf den Winter 163/164 n. Chr. festgelegt. Auch vom um 150/155 n. Chr. gegründeten Kastell Aalen ist genau dieses Datum vom Bau der großen hölzernen Vorhalle der Principia, dem Stabsgebäude, bekannt.

### Umwehrung
Buch wurde als annähernd rechteckige, 2,1 Hektar große Anlage in genauer Nord-Süd/Ost-West-Ausrichtung leicht nach Norden hin abfallend errichtet. Mit seiner Prätorialfront, der dem Feind zugewandten Seite, war das Kastell nach Osten, zum Jagsttal hin, ausgerichtet. Die 1,2 Meter breite steinerne Umwehrung aus einem örtlich vorkommenden Unterjura-Sandstein besaß abgerundete Ecken, in denen je ein an die Mauer gebauter Eckturm mit ebenerdigem Zugang stand. In den vier Himmelsrichtungen war außerdem je ein zweispuriges Tor mit Spina (Trennpfeiler), das von zwei Tortürmen flankiert wurde, in die Mauer eingelassen. Die beiden Durchfahrten des 1972 ausgegrabenen Südtors sind 4,00 beziehungsweise 4,30 Meter breit. Zwischen den vier Ecktürmen und Torbauten standen acht Zwischentürme. Auf der Lagerinnenseite lehnte eine drei Meter breite Erdrampe an der Umwallung, die an den Türmen und Toren unterbrochen war und auf der die Soldaten hinter einer steinernen Brustwehr patrouillieren konnten. Diese Rampe war zur Via sagularis (Lagerringstraße) hin durch Holzpfosten, die den Abrutsch verhindern sollten, begrenzt.
Als Annäherungshindernis lag vor der Bucher Befestigung ein Vierfachgraben mit abgerundeten Ecken, der an den vier Zufahrten mindestens teilweise aussetzte. Der innerste Graben war 5,65 Meter breit, der anschließende nur zwei Meter. Alle vier Gräben hatten einen von ihrer Mittellinie aus gemessenen Abstand von rund zehn Metern. Der äußerste Graben war mit zum Teil über zehn Metern der breiteste. Nach den geophysikalischen Untersuchungen scheinen die Gräben an der Südseite tiefer gewesen zu sein als die im Norden. Durch mögliche Erosion gibt es im Nord-Nordwesten nur wenige unvollständige bis gar keine Spuren des Annäherungshindernisses. An der Zufahrt zur Porta praetoria konnten die beiden mittleren Gräben nur über eine hölzerne Brücke überwunden werden. Auch an der Porta principalis sinistra könnte sich zwischen dem innersten und dem darauffolgenden Graben ein Übergang befunden haben. Die teils unklaren geophysikalischen Befunde sind nur durch zukünftige Grabungen zu sichern. Fraglich ist auch, ob alle vier Gräben in der bisher bekannten Form gleichzeitig existiert haben. Am nördlichen Zwischenturm in der Retentura (rückwärtiger Lagerbereich) ist ein auffallender Anbau mit ungefähr den gleichen Maßen wie der eigentliche Turm nachgewiesen. Am nördlichen Zwischenturm der Praetentura (Vorderlager) fand sich im Bereich der Lagerringstraße ein rund 15 Meter langer Mauerzug, der parallel zur Umwehrung verlief. Herzog fand hier eine Spatha. Dieser Schwerttyp war bei der römischen Kavallerie bereits seit der frühen Kaiserzeit in Gebrauch. Außerdem lagen an dieser Stelle rund 1600 weitere Waffenteile, davon mindestens 800 eiserne Geschossspitzen, der Rest bestand aus Pfeil- und Lanzenspitzen. Der Ausgräber vermutete deshalb, dass es sich bei dem Mauerzug um Reste eines Armamentariums (Waffenkammer) handelte. Dietwulf Baatz überlegte, ob die Waffen nicht auch einen Depotfund darstellen könnten, der in keinem Zusammenhang mit dem Mauerzug steht. Der aus dem 2. oder 3. Jahrhundert stammende Fund wurde auf das Limesmuseum Aalen sowie die Museen von Nürnberg, Wiesbaden, Mainz, Homburg und Stuttgart verteilt. Ein noch 0,60 Meter tiefer Brunnen wurde nahe der nordwestlichen Kastellecke zwischen Via sagularis und Erdrampe aufgedeckt.

### Innenbebauung

Der 1897 festgestellte Grundriss mit Innenbebauung

Funde von den Grabungen 1897

Im Kreuzungspunkt der beiden Lagerhauptstraßen Via Praetoria (Ost-West-Achse) und Via principalis (Nord-Süd-Achse), befand sich die über der Via principalis errichtete 46,6 Meter lange rechteckige Vorhalle der Principia. Sie war ein für Kastelle dieser Zeit typischer Verwaltungs- und Mehrzweckbau für die Truppe. Die Bucher Vorhalle hatte je einen Zugang an den Stirnseiten und drei Eingänge an der Längsfront. Hinter der Halle schlossen sich in einem fast quadratischen Karree Verwaltungsräume beziehungsweise Waffenkammern für das Kastells an. In einzelne Zimmer unterteilt, gruppierten sich diese um einen offenen, rechteckigen Innenhof, in dem sich, von der Mitte aus etwas nach Südosten verschoben, ein Brunnen befand. Mittig in dem hinteren Teil des Verwaltungsgebäudes lag das Fahnenheiligtum (Aedes principiorum), in dem die Standarten der Einheit aufbewahrt wurden. In Buch ragt dieses Heiligtum mit seinem rechteckigen Grundriss leicht aus der Ostfassade des Stabsgebäudes heraus. Die Ausgestaltung dieser Heiligtümer mit halbrunden Apsiden war erst seit der Mitte des 2. Jahrhunderts aufgekommen. Dies könnte die Überlegungen des Ausgräbers Dieter Planck stützen, der die eigentliche Kastellgründung in die Jahre um 130, spätestens aber 140 n. Chr. legt. In Raum 5 an der Nordwestecke des Stabsgebäudes fand sich ein behelmter Minerva-Kopf mit einer Eulendarstellung. Er befindet sich im Landesmuseum Württemberg. Die Nordwand des Verwaltungsbaus weist schwankende Stärken auf. Herzog stellte fest, dass sich die rund 1,70 Meter bis 1,75 Meter starke Mauer in der Mitte auf 1,80 Meter verdickt. In dem dahinterliegenden langgestreckten Raum, von dem Herzog durch Befund glaubte, dass ihn einst eine hölzerne Trennwand teilte, fand sich Brandschutt, in dem viele kleinere Fundstücke lagen.
Nördlich des Stabsgebäudes, fast daran anschließend, wurden die Überreste eines großen rechteckigen steinernen Horreums (Getreidespeicher) aufgedeckt, dessen hölzerner Fußboden auf Pfählen ruhte, von denen sich sechs Pfostenlochreihen erhalten haben. Das durch Herzog nicht erfasste Praetorium, das Wohnhaus des Kommandanten, könnte auf jenem Fundament gestanden haben, das der Luftbildarchäologe Otto Braasch im August 1991 südlich des Stabsgebäudes entdeckte. Dort fanden bisher noch keine Ausgrabungen statt. Die Magnetogramm-Auswertungen von 1992 haben es ermöglicht, sich ohne Grabung auch ein recht genaues Bild von den in Holzbauweise errichteten Mannschaftsbaracken (Centuriae) und weiterer Einzelheiten zu machen. So wurde deutlich, dass die länglichen Baracken in der Praetentura von Norden nach Süden ausgerichtet waren und mindestens einmal vollständig erneuert wurden. In den Kopfbauten dieser Unterkünfte wohnten der Centurio und eventuell weitere Offiziere, Unteroffiziere und Mannschaften. An der Prätorialfront standen links und rechts der Via praetoria zwei einfache Baracken, die Unterkünfte an der Via principalis waren als Doppelbaracken ausgeführt. In der Retentura wurden zwei große Doppelbaracken ausgemacht, die einander gegenüberliegend mit ihren Stirnseiten an die Via decumana angrenzten. Diese beiden Holzbauten waren rund 49 und 53 Meter lang und haben wohl zur Unterbringung der Pferde gedient. Spuren im Magnetogramm deuten auf Jauchegruben hin. Klarheit könnte auch hier nur eine Grabung schaffen.
Bei den Ausgrabungen und Feldbegehungen im Kastellinneren fanden die Archäologen eine Vielzahl von Militaria, darunter Bruchstücke von eisernen und bronzenen Maskenhelmen, die bei den standardisierten Reiterturnieren Verwendung fanden. Ein im Bereich der Principia gefundenes Bronzeblech zeigt ein von zwei Schlangen flankiertes menschliches Haupt. Es wird als Fragment eines Schildbuckels gedeutet. Viele Befunde weisen auf ein Ende der Besatzung um die Mitte des 3. Jahrhunderts hin. Eine Schlussmünze aus der Regierungszeit des Kaisers Gordian III. entstand in den Jahren 241/243. Da im Lagerdorf jedoch in mehreren Brunnen dendrochronologisches Material ans Licht kam, das vorbehaltlich in das Jahr 254 oder später weist, ist mit dem Ende der römischen Truppenpräsenz erst spätestens im Jahr 260 n. Chr. zu rechnen.

## Kastellbad

Die Entwicklung des Kastellbades

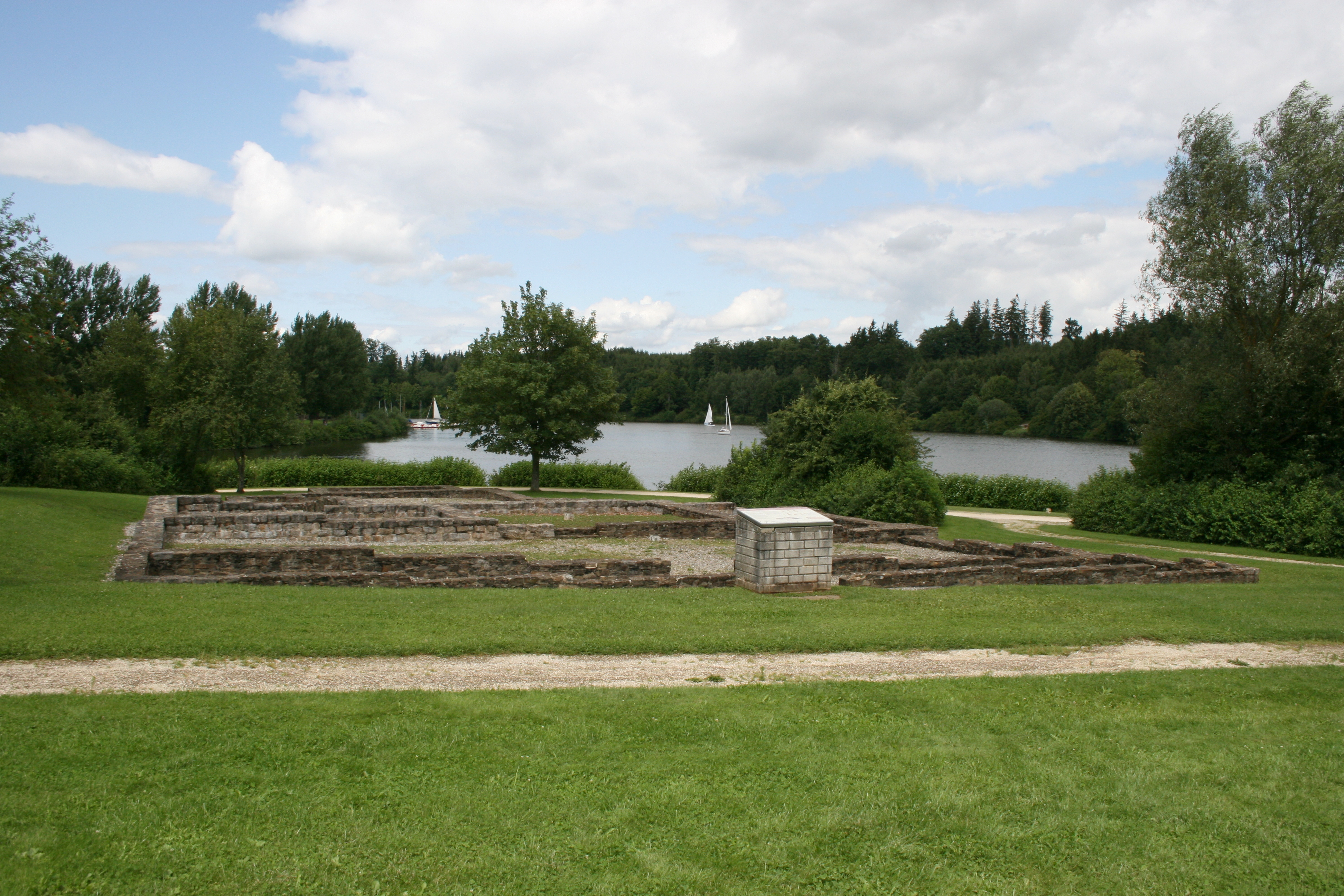
Ansicht der rekonstruierten Fundamente

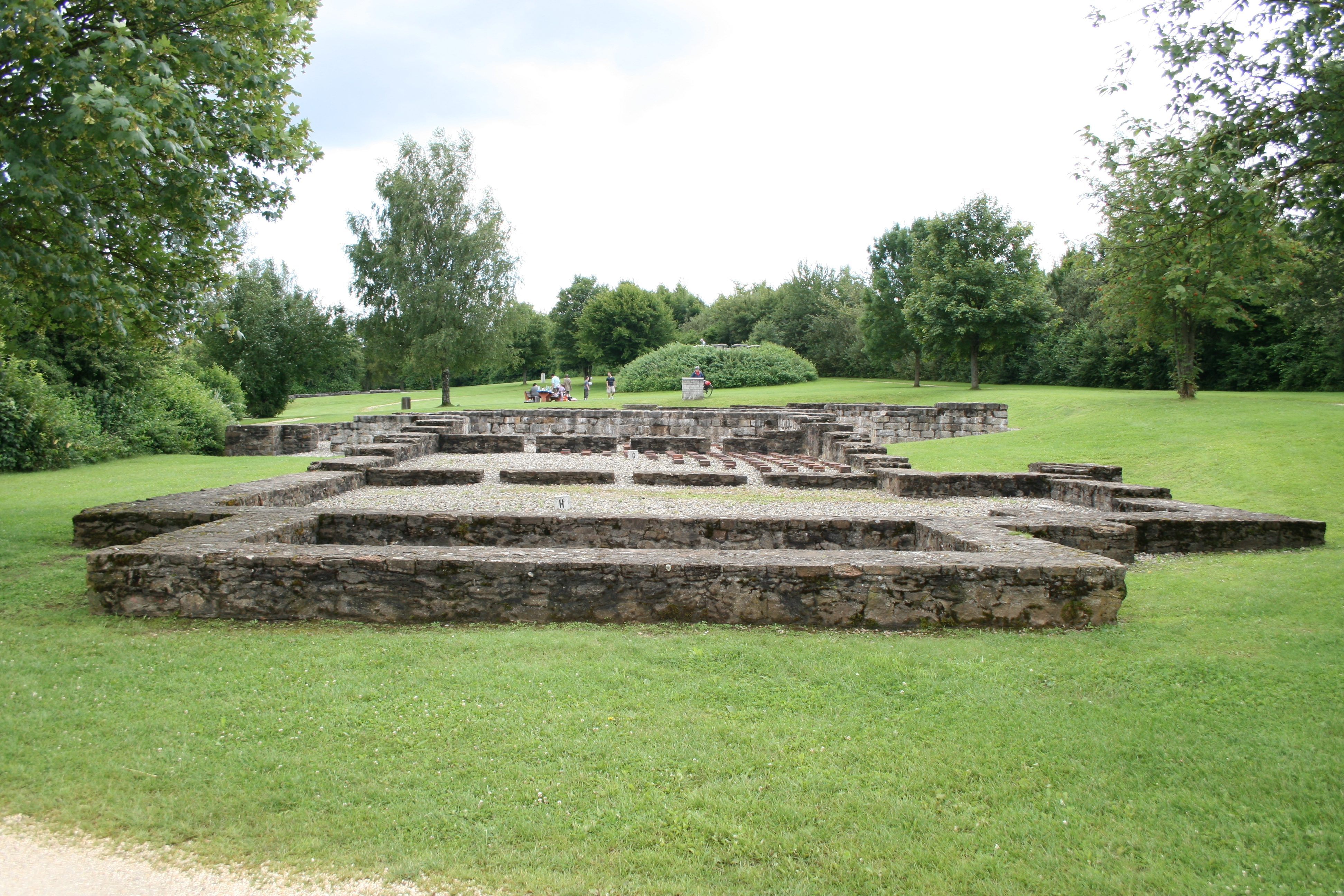
Ansicht von Norden. In der Mitte rechts mit Ziegelsäulen angedeutete Hypokaustheizung

Die zum Lager gehörende Therme befand sich rund 100 Meter nordöstlich der Nordost-Kastellecke nahe der Ahlbachmündung in die Jagst. Diese Anlage wurde auch von der Zivilbevölkerung mitgenutzt. Mit vier Bauphasen konnten die Forscher eine komplexe Baugeschichte nachzeichnen. Das Bad, fast genau in Nord-Süd-Ausrichtung errichtet und mit ungefähr spiegelgleicher Raumanordnung, gehörte zum Reihentypus. In seiner räumlichen Ausrichtung folgte es nicht dem meist am Rätischen Limes vorgefundenen Bauschema, da der Eingang in Buch im Westen bzw. im Süden lag. Normalerweise wurden die Bäder von Norden kommend betreten. Die ursprüngliche Stirnseitenbreite der zentralen Gebäudeeinheit, die über die Zeiten weitgehend eingehalten wurde, betrug rund zehn Meter. Bei den Grabungen konnten nur noch geringe Reste des eigentlichen Fußbodens aufgedeckt werden.

### Phase I
Da das Kastell wohl um 130/140 n. Chr. errichtet wurde, dürfte auch der Thermenbau nicht wesentlich später erfolgt sein. Der Ausgräber Planck könnte sich anhand der Funde die Erbauung in späthadrianischer Zeit vorstellen. Es war wahrscheinlich das erste Bauwerk außerhalb der Umwehrung, da der Vicus erst in den sechziger Jahren des 2. Jahrhunderts zusammen mit dem Bau der Holzpalisade des Limes entstand.
Man betrat den rechteckigen, unbeheizten Auskleideraum (Apodyterium) des Bades von Westen her. Danach gingen die Besucher in die östlich gelegene, ebenfalls rechteckige, Versammlungshalle (Basilica), den größten Raum der Anlage, der ebenfalls nicht beheizt war. In der Ostmauer der Halle befand sich rechts ein Kaltbad (Frigidarium), das die ungefähren Ausmaße des Apodyteriums besaß. Im Norden lag der Zugang zum kleinen und zum größeren Laubad (Tepidarium), die in der gleichen Raumflucht wie das darauffolgende Warmbad (Caldarium) lagen. Von dort konnte ein an die Westmauer angebautes kleines rechteckiges Badebecken betreten werden. Beheizt wurde die Therme von Norden.

### Phase II
Mit der Errichtung des Lagerdorfes wurde das Bad in der zweiten Hälfte des zweiten Jahrhunderts repräsentativ ausgebaut und vergrößert. Apodyterium, Basilica und Frigidarium brach man ab. An deren Stelle entstand quer zum eigentlichen Gebäudekomplex in Ost-West-Ausrichtung ein auf einem Steinfundament ruhender, rund 22 Meter langer Versammlungsraum, der wohl auch für die Kleiderablage benutzt wurde. Als südlicher Abschluss des Gebäudes lag davor eine sich über die gesamte Länge der Basilica erstreckende Portikus. Von dort aus betrat man das Bad. Nördlich der Basilica entstand ein großes, rund zehn Meter breites Frigidarium in der nordsüdlichen Flucht der älteren, unverändert gebliebenen Räume. Östlich des Kaltbads befand sich als Neubau ein kleines Schwitzbad (Sudatorium) und westlich ein fast spiegelgleiches Frigidarium. In den Phasen II und III, die in einigen Beschreibungen zusammengefasst werden, erreichte die Therme mit einer Ausdehnung von rund 44 Metern ihre größte Länge.

### Phase III
Die Hypokaustheizung im Sudatorium wurde stillgelegt und der Raum als Frigidarium genutzt. Die Westmauer im bisherigen großen Frigidarium wurde nach Osten gerückt und das Bad damit verkleinert. Das gleichzeitig vergrößerte kleine Frigidarium wurde nach seiner Hypokaustierung als neues Sudatorium eingerichtet.

### Phase IV
Da für einen Alamannenangriff zwischen 233 und 234 die Belege fehlen, wurde der Nord- und Südteil des Balineums wahrscheinlich erst beim im Frühsommer 254 n. Chr. vermuteten germanischen Überfall zerstört. Damals ging das Lagerdorf in einer Brandkatastrophe unter. Nur die Mauern im mittleren Bereich scheinen reparabel gewesen zu sein oder reichten einer vielleicht dezimierten Bevölkerung für den Wiederaufbau aus. Es gab auch Überlegungen, dass die Verkleinerung des Bades vielleicht aus wirtschaftlichen Gründen notwendig war. Die bisherige Heizanlage, das Caldarium, und das kleine Badebecken gab es nicht mehr; ebenso die Basilica und die Porticus. Der übrige Bau wurde wie bisher weiterverwendet. Als neuer Auskleideraum entstand, an die Südfassade angelehnt, ein rund 10 × 10 Meter großer hölzerner Anbau. Als Letztes dieser Phase wurde etwas später auch das Sudatorium aufgegeben. In der stark verkleinerten, provisorisch wirkenden Form bestand die Therme mindestens bis zum Ende der römischen Herrschaft im Jahr 260 (Limesfall). Das Fundmaterial im Lagerdorf gibt Hinweise darauf, dass das Kastellbad möglicherweise sogar bis ins frühe 4. Jahrhundert benutzt wurde.

### Funde
Das Bad barg eine Vielzahl interessanter Fundstücke: Fingerringe, Münzen, Gemmen, Haarnadeln, Tonscherben und Glasgefäße. Letztere sind ein häufiges Fundgut in römischen Badeanlagen, da in kleineren Salbgefäßen üblicherweise Parfüme und vor allem Öle zur Benutzung mit einem strigilis aufbewahrt wurden.

## Vicus und Brandgräberfeld
Der ausgedehnte Vicus, das Lagerdorf, erstreckte sich südlich und südöstlich des Kastells. Die Bebauung bestand im zweiten und dritten Jahrhundert fast durchwegs aus den für obergermanisch-rätische Limeskastelle typischen Fachwerk-Langhäusern mit einer Länge von bis zu 40 Metern. In den erhaltenen Strukturen dieser Bauten konnte eine Vielzahl von holzverschalten Kellern freigelegt werden. Für die Forschung wichtig waren auch die 13 aufgedeckten Brunnen, die ebenfalls fast alle eine Holzschalung aufwiesen. Nach Auffindung eines großen Ziegelbrennofens mit zugehörigem Fundmaterial nahm Planck an, dass die Dachziegel für diese Bauten vor Ort hergestellt wurden. Die geologischen Verhältnisse machten es möglich, dass die in den tiefsten dieser Brunnen erhaltenen Teile der hölzernen Verschalung durch Bernd Becker, dendrochronologisch untersucht werden konnten. Die damals gewonnenen Daten wurden zwischenzeitlich durch verfeinerte Methoden korrigiert. Einige der Brunnen bargen zum Teil äußerst wertvolle und seltene zivile und militärische Gegenstände.
Die aufgefundenen Gegenstände, darunter hochwertiger Schmuck aus Silber und Bronze, zeigen, dass Buch ein wohlhabendes Dorf gewesen sein muss, dessen Bewohner vermutlich durch Handel mit den Germanen zu Reichtum gekommen waren. Die sehr unterschiedliche Entwicklung der verschiedenen Kastelldörfer am Limes zeugt von ihrer Einzigartigkeit. Im Gegensatz zu den militärischen Bauten waren die zivilen Siedlungen weitgehend den Bedürfnissen und wirtschaftlichen Möglichkeiten der dort lebenden Menschen angemessen. Die Dörfer entwickelten eine Eigendynamik, die dazu führte, dass die Bewohner von Buch bei ihren Holzhäusern blieben, während die Menschen an einem vergleichbaren Kastellplatz wie Jagsthausen in einem ähnlichen Zeitraum fast stadtähnliche Strukturen schufen. Warum die Entwicklung unterschiedlich verlief, lässt sich zumeist nicht mehr klären.

### Phase I
Es konnte festgestellt werden, dass die für das Jahr 161 n. Chr. dendrochronologisch belegte Gründungszeit des Vicus in ihrer ersten Aufbauphase entlang einer um das Kastell geführten Lagerringstraße entstand und von Anfang an durchgeplant gewesen ist. Am äußeren Bogen dieser Straße wurden die Parzellen der zukünftigen Bebauung fächerförmig abgesteckt. Die Blickachse dieser Häuser war auf das Militärlager gerichtet. Vor den Gebäuden entstand eine umlaufende Portikus, die sich kurz vor dem Zusammentreffen der Ringstraße mit der östlichen Ausfallstraße des Kastells zu einer Doppelportikus verbreiterte.

### Phase II (a, b und c)
Im Jahr 193 n. Chr. fand nach Ausweis der Befunde aus Brunnen 10 eine große Umbaumaßnahme im Dorf statt. Während die Straßenzüge unangetastet blieben, wurden mehrere Gebäude abgebrochen, Parzellen neu abgesteckt und deren Platz für Neubauten mit einem bis zu 30 Zentimeter hohen Kies-Lehm-Gemisch planiert. Bei dieser Neustrukturierung ist offensichtlich auch die Bauweise zumindest in Teilen vereinheitlicht worden, was sich besonders deutlich bei der Anordnung von Kellern und Brunnen zeigt. Waren diese zunächst uneinheitlich angeordnet, befanden sich die Keller nun in einem Abstand von rund 12 Metern zur Portikusfront, während die Brunnen eine Entfernung von rund 22 Metern zur Portikus aufwiesen. Einige Bewohner leisteten sich jetzt den Luxus von Hypokausträumen. Die Zweischiffigkeit der Portikus im Osten wurde aufgegeben. Er zeigte nun in seiner Gesamtheit ein einheitliches Bild. Nach Ausweis von im Winter 253/254 frisch geschlagenen Bauhölzern, die im Brandschutt von zwei Brunnen gefunden wurden, lässt sich zusammen mit den unter dieser Brandschicht gemachten Brunnen-Hortfunden der Untergang des Dorfes sehr genau datieren. Im Frühsommer 254 n. Chr. fand wohl ein germanischer Überfall auf die Siedlung statt. Zuvor hatten Bewohner noch Wertgegenstände, Hausrat und Militaria in ihren Brunnen deponiert. Die Angreifer zogen sich nach der Zerstörung wieder zurück oder konnten vertrieben werden.

### Phase III
Wie großflächige, aus der Mitte des 3. Jahrhunderts stammende Planierungen über dem Brandhorizont zeigen, wurde der Bucher Kastellvicus von den Bewohnern nicht aufgegeben. Greiner konnte bei seinen Untersuchungen nachweisen, dass bei mehreren Brunnen die oberen zwei Meter der Holzverschalung ausgebaut wurden. Innerhalb eines Hypokaustraumes fanden sich Pfostenstellungen von späteren Einbauten, an der östlichen Lagerringstraße überbaute ein Pfostenbau mit steinverkeilten Pfosten Teile der Portikus und der Straße. Im Umfeld dieses Gebäudes und in angrenzenden Gruben wurden acht Kilogramm Schlacken gefunden, die aus Rohstahlluppen und Weicheisen bestanden und von einer Eisenmetallweiterverarbeitung zeugen. Von besonderer Bedeutung für diese späte Phase ist eine einzelne olivgrüne Glasscherbe eines dickwandigen Gefäßes, die von der provinzialrömischen Archäologin Brigitta Hoffmann als Zeugnis des 4. Jahrhunderts ausgewiesen wurde, auch auf spätrömische Münzen, Lesefunde vom Kastell- und Vicusareal ist an dieser Stelle hinzuweisen.
Das Brandgräberfeld von Buch wurde bisher nicht entdeckt.

### Chronologie des Vicus von Rainau-Buch
Die bisher bekannte Entwicklung des Kastelldorfs, wie sie sich nach den dendrochronologischen Untersuchungen darstellt.
| Bauphase  | Datierung        | Ereignis                                                                         |
| --------- | ---------------- | -------------------------------------------------------------------------------- |
| Phase I   | 161 n. Chr.      | Gründung des Kastellvicus                                                        |
| Phase IIa | 193 n. Chr.      | teilweise Abriss und Neuparzellierung                                            |
| Phase IIb | 229 n. Chr.      | Anlage von neuen Brunnen                                                         |
| Phase IIc | 254 n. Chr.      | Umbaumaßnahmen                                                                   |
|           | 254 n. Chr.      | Zerstörung durch Feuer, Depotfunde; vermutlich durch einen germanischen Überfall |
| Phase III | nach 254 n. Chr. | Planierungs- und Verfüllungsarbeiten                                             |

### Mansio

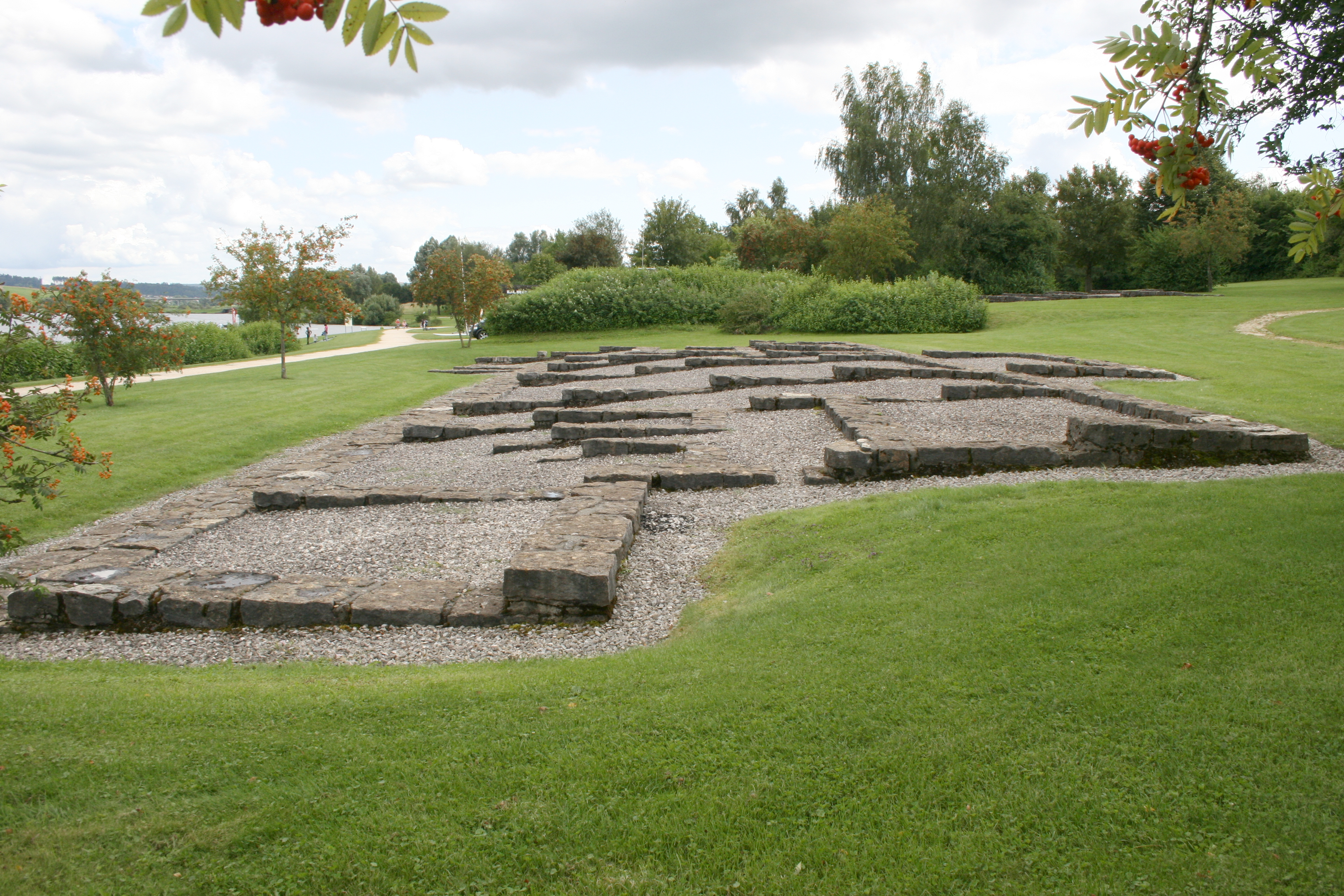
Rekonstruierte Grundmauern einer möglichen Herberge (Mansio)

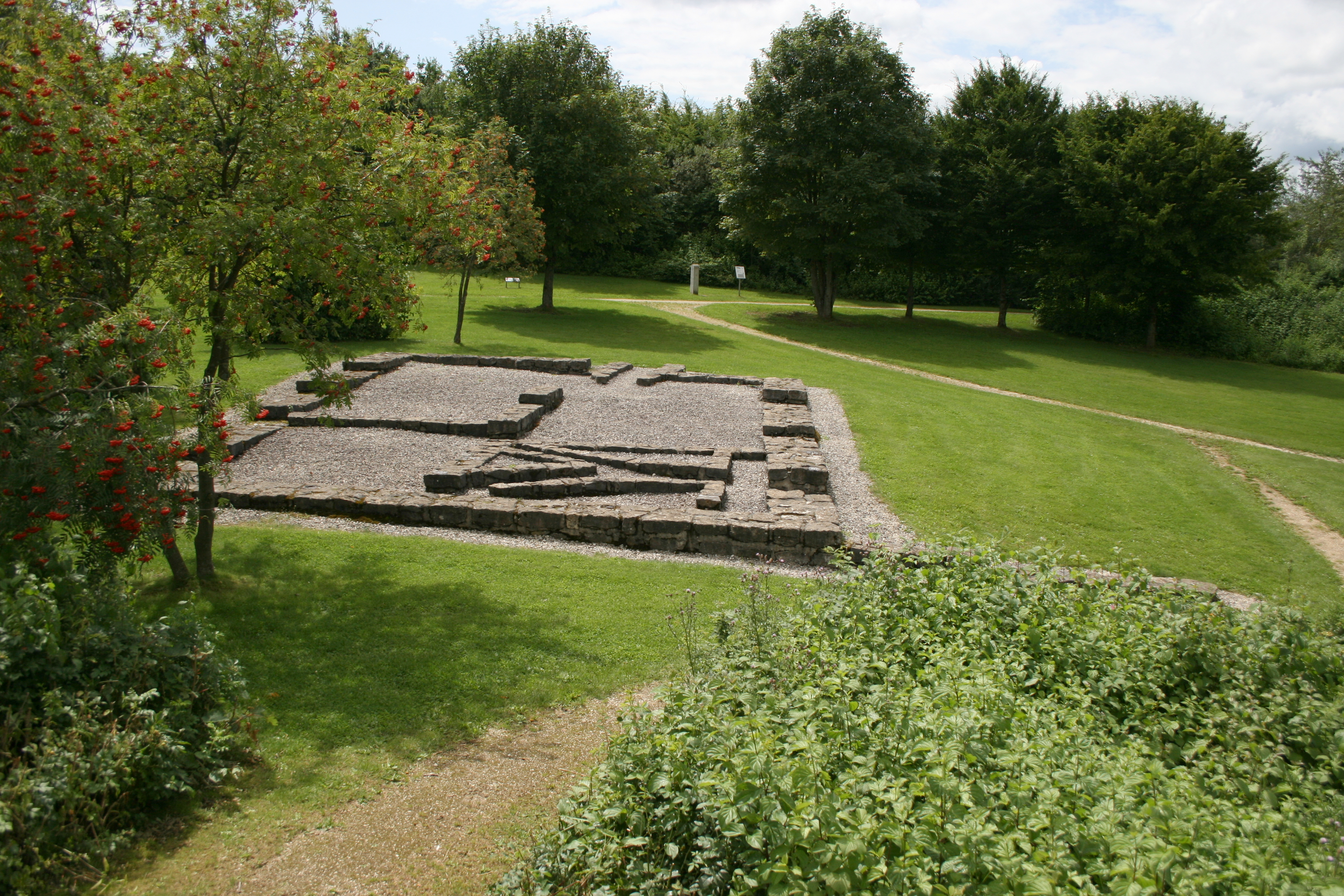
Rekonstruierte Grundmauern der kleinen Therme. Im vorderen Raum eine Kanalheizung

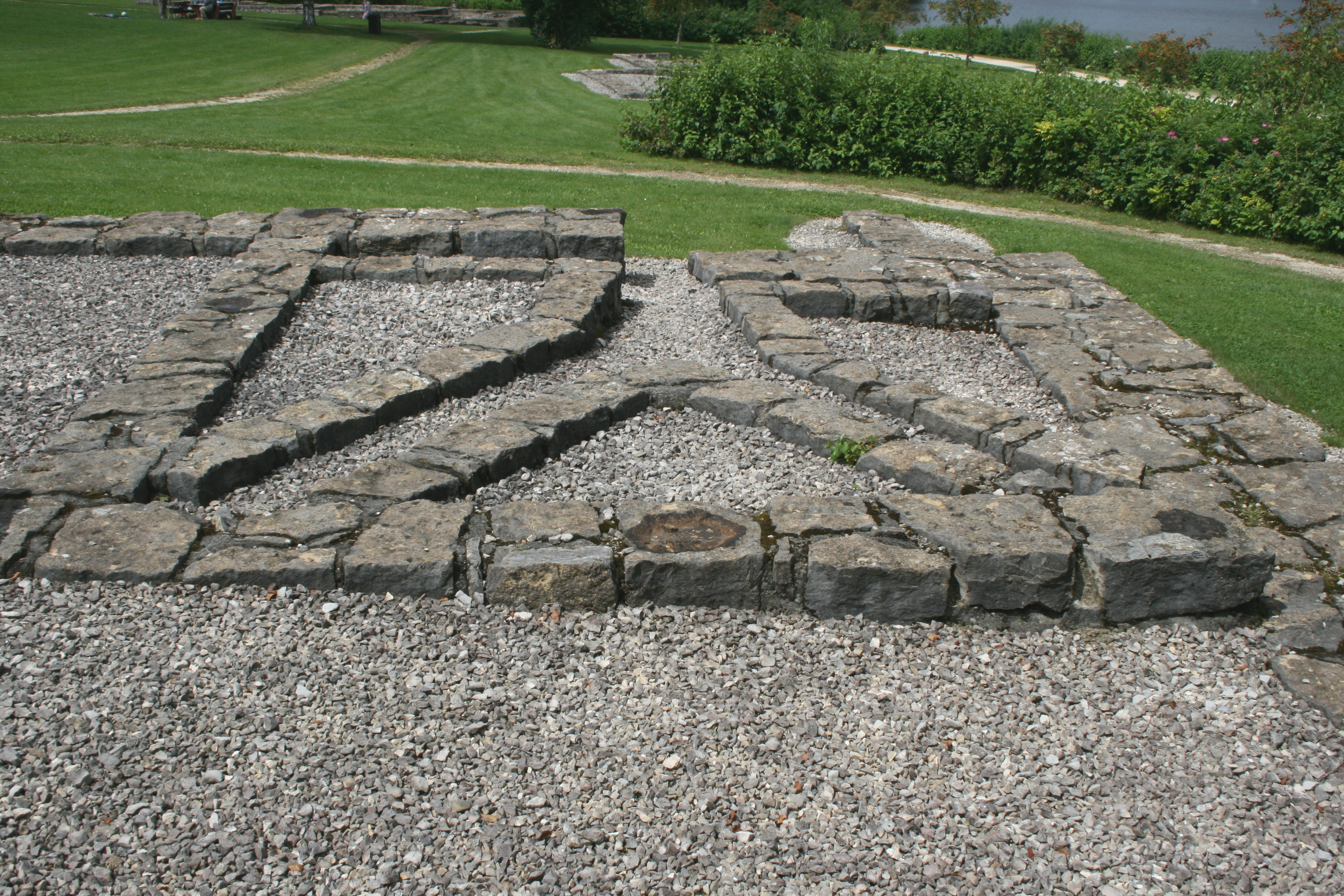
Detailansicht der Kanalheizung

In unmittelbarer südlicher Nähe des Kastellbads wurden 1979/80 zwei Fundamente freigelegt, die mit größter Wahrscheinlichkeit als bauliche Einheit anzusehen sind. Planck fand auch die Nähe zur Kastelltherme als auffallend. Das Haus I wird als Wohnhaus mit repräsentativer Fassade angesehen, das in Buch aus dem Rahmen der sonst üblichen Zivilarchitektur fällt. Aufgrund des Fundguts und baulicher Einzelheiten wie Hypokausträumen werden die Bauten als Mansio, ein Gasthof mit Unterkunftsmöglichkeiten für Reisende, angesehen. Eine frühere Auffassung, dass dort das Wohnhaus des Kommandanten stand, das 1897 im Kastellbereich nicht gefunden wurde, ist spätestens seit der Luftbildentdeckung 1991 durch Braasch hinfällig. Allerdings gab es bis heute keine weiteren Grabungen im Kastell. Im Südwesten von Haus I schließt sich Haus II an, eine kleine Therme. Diese bestand aus einem großen Caldarium, einem Frigidarium sowie einem Raum mit Kanalheizung. Der Bau wurde erst in Phase II der Lagerdorfentwicklung errichtet. Das zeigen Reste ausgedehnter Holzbauten, die sich unter dem Bad befanden. Das Wissen um die Funktionalität der Kanalheizung überlebte im Gegensatz zum aufwendigeren Hypokaustum die Antike. So fanden sich im großen Saal der Kaiserpfalz Goslar Überreste einer solchen Heiztechnik. Gebräuchlich wurde die Kanalheizung in der Spätantike, was Hinweise auf die Zeitstellung des kleinen Bades in Buch gibt. Die beiden Gebäude sind durch die heutige Präsentation in situ durch Natursteine am Boden markiert.
Im Fundgut des angenommenen Mansio-Bereiches kamen vielen Inschriften sowie Tierpfotenabdrücke und Gewerbestempel auf den Ziegeln der Hypokausträume ans Licht. Außerdem fanden sich zahlreiche Tonwaren germanischer Herkunft wie Dreifußschalen, Töpfe und Teller.

### Ziegelei
Auf dem jenseitigen Ufer der Jagst, gegenüber dem Kastellbad und der Mansio, wurde ein 4 Meter × 3,5 Meter großer Ziegelbrennofen aufgedeckt. Im Umfeld fanden sich zahlreiche Fehlbrände von Bau- und Dachziegeln. Die Forschung geht davon aus, dass es sich um jenen Ort handelt, an dem Ziegelmaterial für das Dorf hergestellt wurde.

## Brunnenfunde
In dem 1976 bis 1979 untersuchten Bereich zwischen Porta praetoria und Kastellbad, der später dem Bundesstraßenneubau geopfert wurde, fanden die Archäologen 14 Brunnen und Zisternen, aus denen sie zum Teil einzigartige Gegenstände bergen konnten. Daneben bot das während der Grabung gefundene Material wie Knochen, Leder und Pflanzen auch für verschiedene andere wissenschaftliche Disziplinen Untersuchungsgrundlagen für Jahrzehnte. Wie die Analysen zeigten, lagen während der Antike im Umfeld von Siedlung und Kastell Tannenwälder mit eingestreuten Eichen sowie Beerensträucher.
Etliche der aufgefundenen Brunnen wurden zu verschiedenen Zeiten gegraben und nach ihrer Aufgabe unterschiedlich weitergenutzt. Typisch ist die Sekundärverwendung als Abfallgrube. So fanden sich in Buch zahlreiche Überreste römischer Lederschuhe, was an den Befund aus Brunnen 2 im Ostkastell Welzheim erinnert. Doch wurden die Wasserspeicher auch als Schatzhorte genutzt, die in Notzeiten dorthin verbracht wurden. So tauchen wertvolle Gegenstände an den Kastellplätzen des Limesgebietes immer wieder auf. Die dendrochronologischen Untersuchungen ergaben, dass die ältesten Verschalungshölzer aus den Brunnen 2 im Winter 161 n. Chr. geschlagen worden sind. Die jüngsten dendrochronologischen Daten konnten in Brunnen 10 und 13 gewonnen werden. Hier lässt sich der Ausbau der Verschalung in das Jahr 254 n. Chr. oder später einordnen. Die Brunnen waren einst überdacht und mit Stroh, Schindeln oder Ziegeln gedeckt. Aus den Brunnen 7, 9 und 13 hoben die Ausgräber Ziegel- und Steinschutt, vermischt mit teils stark verbrannten Hölzern und hölzernen Gegenstände, was auf den Großbrand im Lagerdorf hinweist, der hier im Frühsommer 254 n. Chr. stattgefunden hat. Hier kann man an Brände denken, die nicht immer durch Feindeinwirkung entfacht worden sein müssen, in diesem Fall ist aufgrund der Fundkombination jedoch mit einem verheerenden germanischen Angriff zu rechnen. Insgesamt war die Verfüllung der Brunnen aber sehr unterschiedlich. Einige gaben kein zusätzliches Fundgut frei, in anderen lagen große Mengen an gebrauchten, zerbrochenen hölzernen Gegenständen. Die vielen in Brunnen aufgefundenen Kienspäne waren offensichtlich einst für die Beleuchtung der Häuser angefertigt worden.
Folgende Tatsachen machen eine Zerstörung der zivilen römischen Besiedlung von Buch durch ein kriegerisches Ereignis im Jahr 254 n. Chr. sehr wahrscheinlich:
- In allen drei Brunnen, in denen auch Brandschutt gefunden wurde, machten die Ausgräber Hortfunde, die unter dem Schutt auf der Brunnensohle lagen. Solche Hortfunde sind vielfach im Zusammenhang mit Angriffen und Kriegen gefunden worden. Alle drei Brunnen waren demnach bis zum Frühsommer 254 in Gebrauch.
- Vieles deutet darauf hin, dass die Brandschuttverfüllung von Brunnen 9 und 13 ebenfalls 254 stattfand.[37]

Nachdem das Lagerdorf zerstört worden war, kam der Schutt während der anschließenden Aufräumarbeiten in die Brunnen.

### Brunnen 7
Auf der Sohle von Brunnen 7, der 229 n. Chr. errichtet wurde, kam 1979 einer der umfangreichsten Schatzfunde am Rätischen Limes zutage. Dazu zählen 15 bronzene Gefäße, eine bronzene Statuette des Kriegsgottes Mars, ein kleiner bronzener Amor und 20 Eisengeräte. Von diesem Fund sind einige der Bronzen aus dem 1. Jahrhundert von besonderer Bedeutung, die augenscheinlich zusammengehören. Sie stammen mutmaßlich aus dem süditalienischen Kampanien und waren angesichts deutlicher Gebrauchsspuren wohl lange in Nutzung. Der 9,9 Zentimeter hohe Mars aus provinzialer Herstellung in der Uniform eines Offiziers steht auf einem rechteckigen, 2,6 Zentimeter hohen Podest und trägt volle Bewaffnung. Neben Rundschild und Speer sind Beinschienen, ein Brustpanzer mit Feldbinde und befranste Lederstreifen (Pteryges) zu sehen. Der Helm, leicht in den Hinterkopf geschoben, weist auf griechische Vorbilder hin. Das Figürchen eines nackten geflügelten Amors steht in klassischer Kontrapost-Haltung auf einem vergoldeten runden Sockel in Form einer Säulenbasis. Er trägt mit beiden Händen über dem Kopf eine flachgewölbte vergoldete Schale, die verschiedenen Zwecken gedient haben könnte. Neben einem dekorativen Einsatz ist auch der Gebrauch als Lampe oder Kultgegenstand denkbar. Der vergleichsweise barocke Klassizismus dieses Stücks weist auf eine Entstehung im 2. Jahrhundert hin. Das kleine Kunstwerk ist 10,5 Zentimeter hoch. Bemerkenswert ist eine bronzene Opferschale, deren Handgriff in einen Hundekopf mündet, und eine bronzene Schöpfkelle, zu der ein gleichgestalteter Seiher gehört. Der Seiher trägt die Herstellermarke Saturnius f[ecit] (Saturninus hat dies hergestellt). Zu den geborgenen Eisengerätschaften zählen eine Schere, Schlüssel, Spaten, Sensen und das Bruchstück eines Fenstergitters.

### Brunnen 9

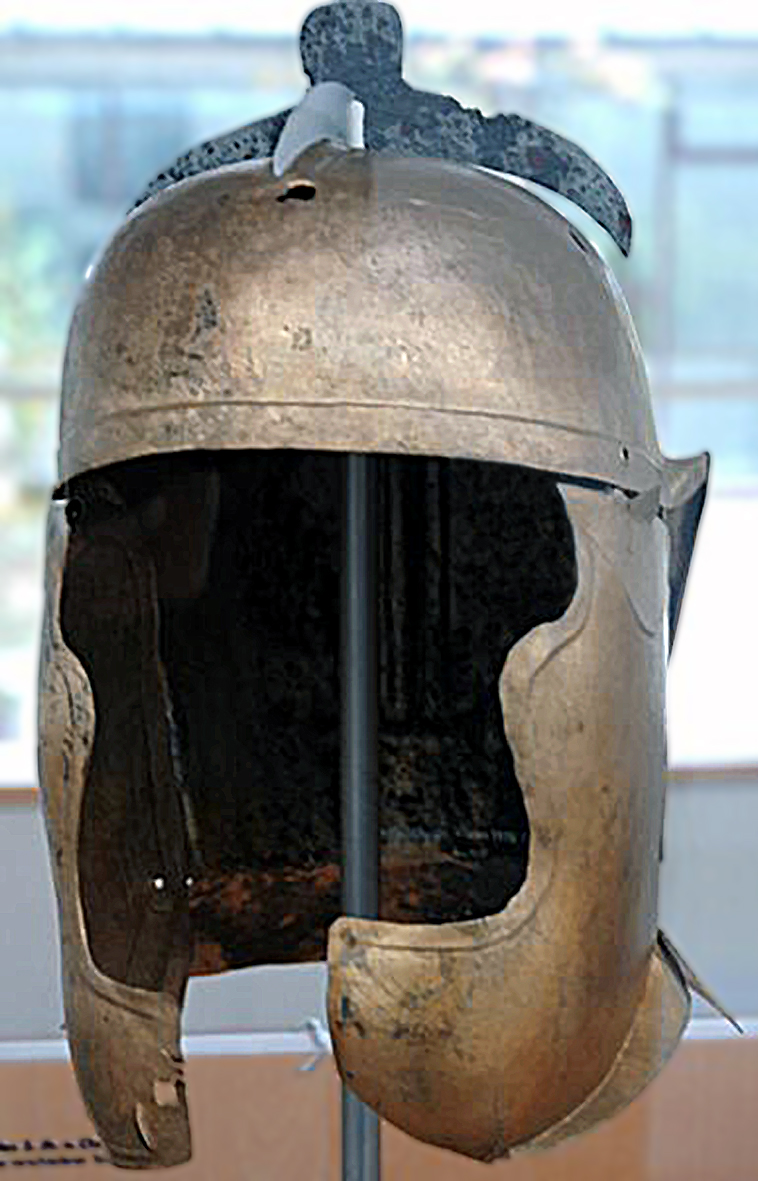
Halbfabrikat eines Helms vom Typ Niederbieber aus Brunnen 9

In Brunnen 9, dessen Verschalungshölzer möglicherweise aus dem Jahr 229 n. Chr. stammen, wurde auf der 10,5 Meter tiefen Sohle neben Militaria eine rund zwölf Zentimeter hohe qualitätsvolle Holzplastik, einen buckligen, bärtigen Mann mit übergroßem erigiertem Phallus darstellend, geborgen. Die auf einem einfachen runden Sockel stehende Figur stemmt einen offensichtlich schweren, vielfach verschnürten Wollballen über dem Kopf und ist mit einem pelz- oder wollartigen, hüftlangen Mantel bekleidet. Als Unterbekleidung ragt unter der Gürtellinie eine Tunika hervor, die einen sehr einheitlichen, fast an einen Faltenrock erinnernden Wurf hat. Der Phallus mit deutlichen Brandspuren wurde nicht mit dem Männchen aus einem Stück geschnitzt, sondern einzeln hergestellt und mit der Figur verbunden. Die offenliegenden Augenhöhlen waren einst mit unbekanntem Material belegt.
Neben dem großen Waffenhort im Kastellareal gab es verstreut Einzelfunde von Metallringen, die zu Kettenhemden gehört hatten. Brunnen 9 barg auf der 10,5 Meter tiefen Sohle zusammen mit einer kleinen Holzplastik ein fast vollständiges Kettenhemd des 3. Jahrhunderts und daneben einen ausgezeichnet erhaltenen Bronzehelm vom Typ Niederbieber, der offensichtlich als Halbfabrikat in den Boden kam. Diesem Helm, einer Spätform vom Typ Weisenau, fehlen verschiedene Einzelteile, die in weiteren Arbeitsschritten hätten angebracht werden müssen. Die entsprechenden Bohrungen in der Kalotte waren ebenfalls noch nicht vorhanden. Der halbfertige Helm macht deutlich, wie der Herstellungsprozess einer solchen Kopfbedeckung in den römischen Schmieden ablief. Die schwergepanzerten Helme vom Typ Niederbieber entstanden zum Ende des 2. Jahrhunderts und wurden bis zur Einführung neuer, spätrömischer Helmformen etwa um 260 n. Chr. getragen. Es wird angenommen, dass der Niederbieberhelm sowohl bei der Infanterie als auch der Kavallerie Verwendung fand.

### Brunnen 13

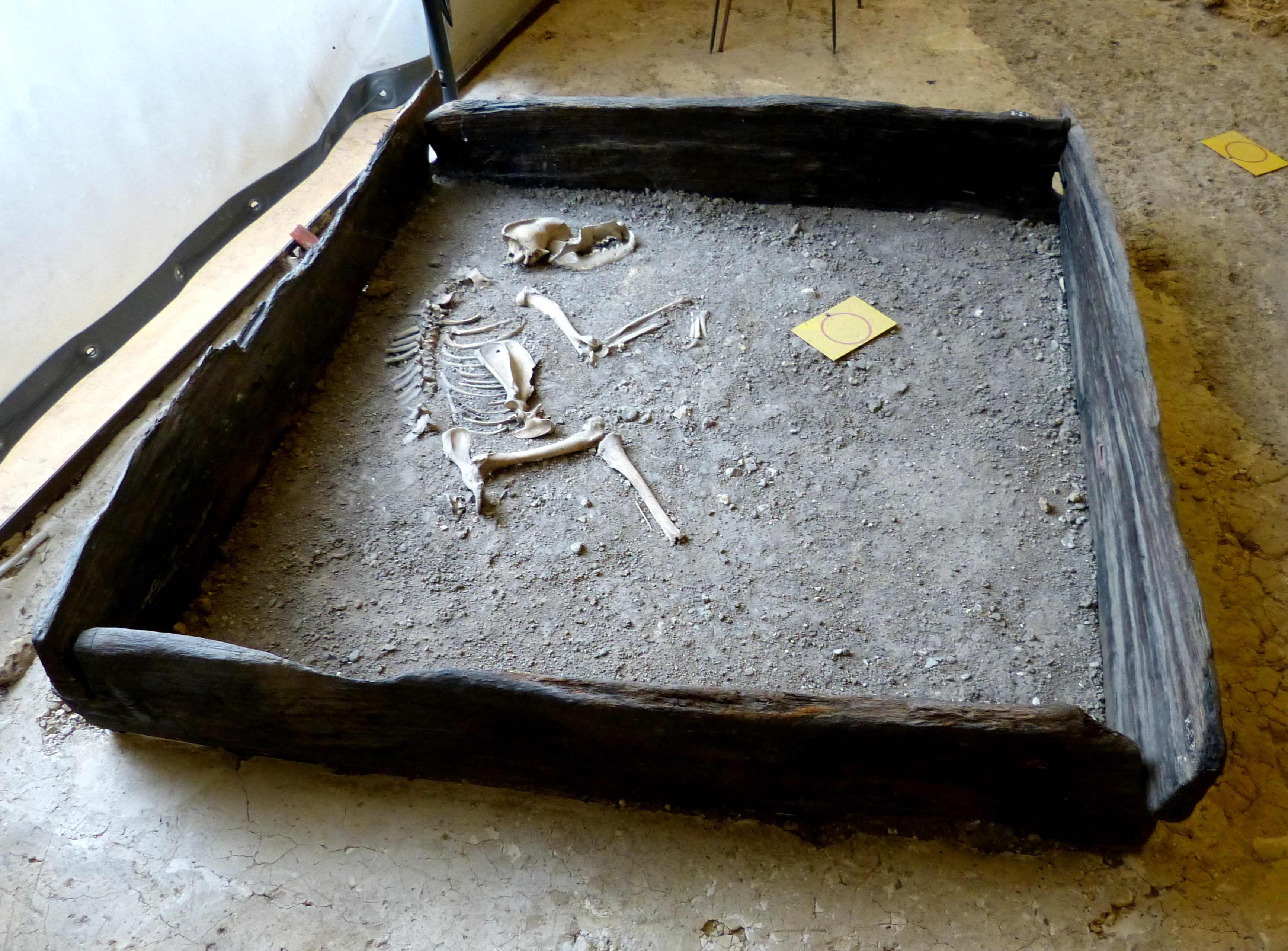
Tierskelett in Brunnen 13

In Brunnen 13, der bereits 203 errichtet wurde und noch 254 in Gebrauch war, fanden sich auf der Sohle in sieben Metern Tiefe unter anderem ein vollständig erhaltener, 40 Zentimeter hoher bronzener Kessel (Durchmesser 70 Zentimeter), zwei Bronzeeimer mit Eisenhenkeln, Kannen sowie Pfannen, von denen eine (25 Zentimeter Durchmesser) mit einer sternförmigen Attasche und einem Ring ausgestattet war. Von den Eisenfunden ist eine vollständige Waage mit einem 91 Zentimeter langen Waagebalken und drei verschiedenen Messskalen (35, 68, 138 römische Pfund) besonders kostbar.
Ein stark diskutierter Gegenstand aus Brunnen 13 ist eine trommelförmige, 14 Zentimeter hohe eiserne Feldflasche (Ampulla). Beim Standring, einem um den Hohlkörper gelegten Metallband, bei der Aufhängung für die Beriemung sowie dem runden Trinkstutzen wurde Bronze verwendet. Die Flasche fasste rund 1,3 Liter. Planck sah in dem Eisenblechbehältnis ein Objekt für duftende Essenzen und stellte fest, dass sie „in römischer Zeit sehr selten ist.“ Der Historiker und Experimentalarchäologe Marcus Junkelmann ordnete, wie Peter Connolly, die eiserne Flasche dem militärischen Gebrauch zu und gab an, dass ähnliche Objekte auch an anderen römischen Lagerplätzen aus dem Boden gekommen sind. Da dieser Teil der Ausrüstung römischer Soldaten unbekannt ist, könnten auch Schläuche, Flaschenkürbisse oder Holzflaschen zur Aufbewahrung der Posca, des im Feld standardmäßigen römischen Militärgetränks, gedient haben.

## Truppe
Anhand der geomagnetischen Prospektion konnten die Mannschaftsunterkünfte recht genau bestimmt werden. In jeder Baracke lebte eine Centurie mit rund 80 Mann. Sechs dieser Unterkünfte standen in Buch für eine Kohorte von 480 bis 500 Mann zur Verfügung. Dies entspricht der Mannschaftsstärke einer Cohors quingenaria peditata. In neuerer Zeit nimmt man jedoch an, dass eine Cohors quingenaria equitata, eine Einheit mit rund 756 Mann, davon 128 Reitern, in Buch stationiert war. Dabei wird angenommen, dass die großen Baracken in der Retentura teilweise mit Mannschaften und Pferden belegt waren. Durch die mehrmalige Auffindung kavalleristischer Gegenstände und anderer Hinweise wird deutlich, dass die Besatzung eine teilberittene Einheit gewesen sein muss, wie sie vielfach am Rätischen Limes nachgewiesen ist. Es ist indes nicht überliefert, welchen Namen diese Truppe trug.
Der Name eines berittenen Offiziers ist bekannt; ein gewisser Paterclus war Decurio (Rittmeister) einer Turma (Schwadron).
1976 kam im Vicus das Bruchstück eines Militärdiploms aus dem Boden. Erhalten blieben Einzelheiten aus dem Lebenslauf des nach 25 Jahren ehrenvoll aus dem Militärdienst entlassenen Auxiliarsoldaten. Ein römischer Bürger mit dem Beinamen Provincialis vom Stamm der Licatier aus Bayerisch-Schwaben war 137 bis 141 n. Chr. Angehöriger des rätischen Heeres (Exercitus Raeticus) und bekam zwischen 162 und 166 n. Chr. seinen Abschied. Auf dem Fragment fehlt die Nennung der Buchener Einheit und wie Provincialis zu seinem vorzeitigen Bürgerrecht gekommen ist.

## Inschrift

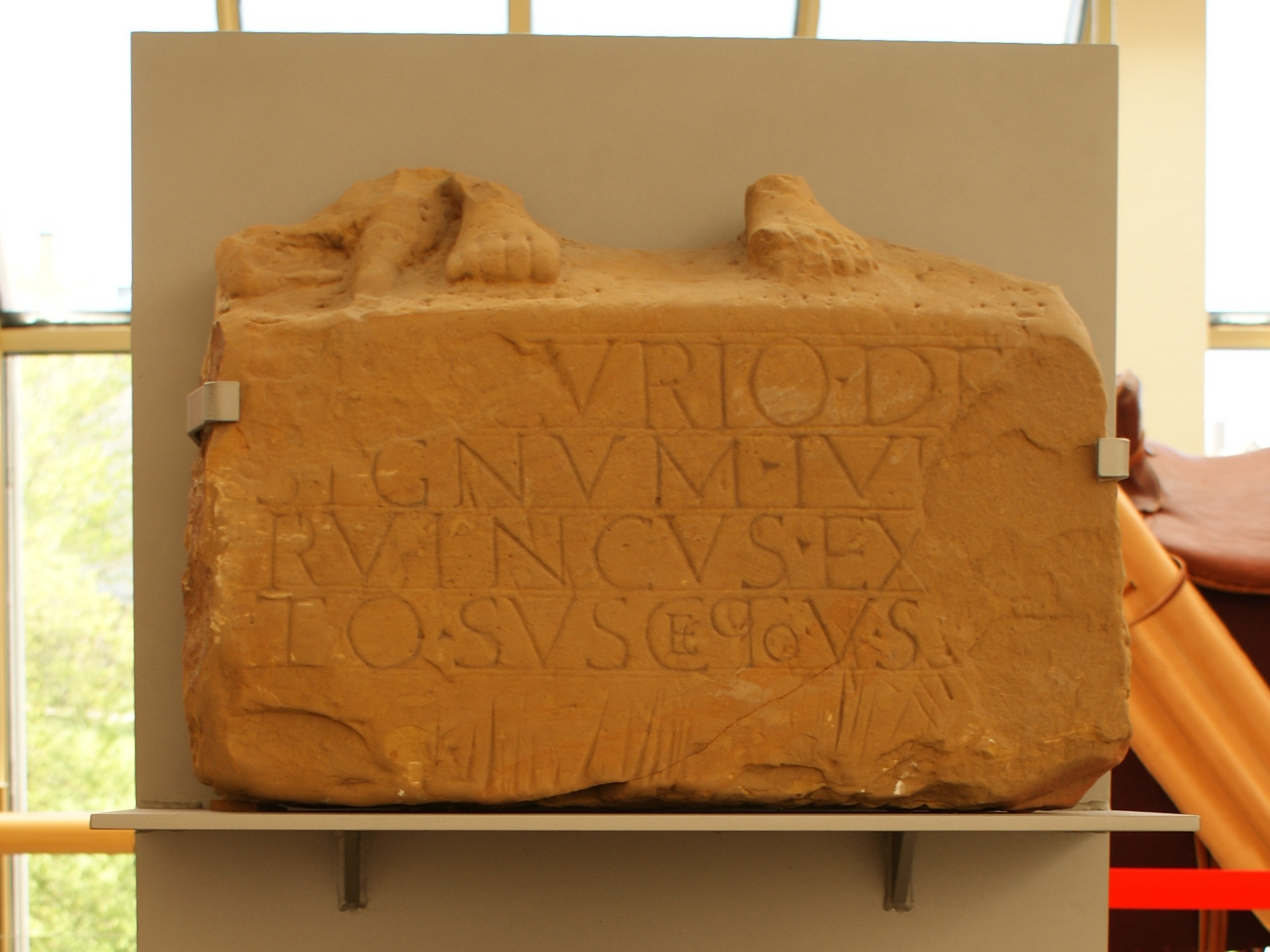
Basis der Merkurstatue im Limesmuseum Aalen

Aus Buch stammt eine Statue mit Steininschrift für den Gott Merkur im Limesmuseum Aalen. Erhalten hat sich nur ein ruinöser Sockelbereich. Von der einstigen Statue blieben lediglich die beiden Füße erhalten. Am linken Fuß kann ein liegender Ziegenbock ausgemacht werden.
Text der Inschrift:
[Mer]curio de[o]
signum Iul(ius) [Pe-]
rvincus ex [vo-]
to suscepto v(otum) s(olvit) [l(ibens) l(aetus) m(erito)]
Übersetzung:
Dem Gott Merkur. Das Abbild hat Julius Pervincus auf Grund eines Gelübdes gern, freudig und nach Gebühr eingelöst.

## Haustierhaltung und Ernährung

### Tiere
Die Tiermedizinerin Veronika Gulde ermittelte anhand von 24.501 zwischen 1975 und 1980 aufgefundenen Tierknochen ein Profil der Haustierhaltung und fleischlichen Ernährung in Buch. Aus dem gesamten Knochenbestand zählte und ermittelte sie, welche Anteile an der Knochenzahl, dem Knochengewicht und an sicher bestimmten Einzeltieren auf bestimmte häufige Haustierarten fallen. In der folgenden Tabelle sind die aus dem Gesamtbestand zahlenmäßig am häufigsten vertretenen Knochen aufgelistet.
| Tierart                  | Anteil | Mindestanzahl der Individuen | Gewicht in Gramm |
| ------------------------ | ------ | ---------------------------- | ---------------- |
| Rind (bos)               | 64,3 % | 38,8 %                       | 84,0 %           |
| Schwein (sus od. porcus) | 20,3 % | 33,6 %                       | 6,8 %            |
| Schaf/Ziege (ovis/capra) | 9,6 %  | 15,1 %                       | 2,9 %            |
| Pferd (equus)            | 3,2 %  | 1,8 %                        | 6,1 %            |
| Geflügel (gallina)       | 1,8 %  | 7,5 %                        | < 1 %            |

Die Tabelle macht deutlich, dass Rindfleisch bei der Ernährung von Soldaten und Zivilbevölkerung eine überragende Bedeutung gespielt hat, obwohl das Fleisch dieses Vielzwecktieres nicht sehr geschätzt war. Doch da es als Arbeitstier und Rohstofflieferant für Leder, Leim und Horn in großen Mengen benötigt wurde und sein Mist für die Düngung Verwendung fand, fielen bei der Schlachtung große Fleischmengen an, die nicht ungenutzt bleiben konnten. Kuhmilch besaß nicht den Stellenwert, den sie heute in der Ernährung hat, obwohl die Römer beispielsweise beliebte Käsespezialitäten herstellten, die weithin verkauft wurden. Außerdem war Käse vielfach im Marschgepäck, aber auch bei der allgemeinen Ernährung des Militärs zu finden. Doch für die Käserei bevorzugte die römische Antike die Milch von Schafen und Ziegen. Der Anteil von Kühen, die eine wesentlich geringere Milchleistung erbrachten als heute, ist im Fundgut erheblich niedriger als der von männlichen Tieren. Insgesamt waren die geschlachteten Rinder meist älter als drei Jahre.
In der folgenden Tabelle sind die aus dem Gesamtbestand zahlenmäßig am häufigsten vertretenen Wildtierknochen aufgezählt:
| Tierart            | Anteil | Mindestanzahl der Individuen | Gewicht in Gramm |
| ------------------ | ------ | ---------------------------- | ---------------- |
| Rothirsch (cervus) | 30,1 % | 14,1 %                       | 52,4 %           |
| Wildschwein (aper) | 14,8 % | 14,1 %                       | 18,2 %           |
| Reh (caprea)       | 16,7 % | 15,4 %                       | 9,7 %            |
| Feldhase (lepus)   | 19,9 % | 17,9 %                       | 3,2 %            |
| Elch (alces)       | 2,1 %  | 3,8 %                        | 14,7 %           |
| Braunbär (ursus)   | 0,7 %  | 2,6 %                        | 0,3 %            |
| Wildvögel (avis)   | 6,6 %  | 21,8 %                       | < 1 %            |

Neben wenigen Knochen von Gans, Ente und Taube konnten etliche Wildvogelarten sowie mindestens 40 Hunde nachgewiesen werden, die eine große Formenvielfalt aufwiesen. Alle wesentlichen Waldsäugetiere, darunter – in sehr geringem Maße – heute verschwundene wie Elch und Braunbär wurden bejagt, einige Arten wie Biber sicher in der Hauptsache aufgrund ihres Pelzes. Große und kleine Hunde hat man als Wach- und Hütehunde sowie für die Jagd geschätzt. In den Kastelldörfern war mit einer nicht unerheblichen Zahl von Streunern zu rechnen. Über den Verzehr von Hundefleisch in der römischen Kultur gibt es keine schriftlichen Überlieferungen. Die Häufung von Hundeknochen in den ärmlicheren Stadtgebieten von Augusta Raurica (Augst/Kaiseraugst) deutet durchaus darauf hin, während in den bürgerlichen Vierteln Hunde sorgfältig bestattet wurden.
Im Knochenmaterial von Buch fanden sich auch Reste eines kleineren Wolfes, der vielleicht beim Herumstreunen getötet wurde. Insgesamt machten die Wildtiere jedoch nur 2,3 % der Gesamtknochenmenge aus, wobei der Rothirsch mit 30 % den größten Anteil stellte, gefolgt von Feldhase (19,9 %) und Reh (16,7 %). Der Rothirsch (Cervus) war von allen Wildtieren der einzige wirklich wichtige Fleischlieferant.
Einer der bemerkenswertesten Knochenfunde aus Buch war der Oberarmknochen eines Berberaffen. Es gab Überlegungen, das Tier als Maskottchen oder Überbleibsel eines Gauklerbesuchs im Vicus anzusehen.

### Pflanzen
Die an verschiedenen Orten während der Grabungen genommenen Bodenproben gewähren einen guten Einblick in die pflanzliche Ernährung. Von mindestens 152 Pflanzenarten konnten 23 Kultur- und mögliche Nutzpflanzen nachgewiesen werden, darunter die drei Getreidearten Dinkel (Triticum), auch Spelt genannt (Spelta), Emmer (Far) und Gerste (Hordeum). Verschiedene Proben enthielten auch Unkrautsamen. Dinkel war offensichtlich die Hauptgetreideart im süd- und westdeutschen Raum sowie im Britannien der Kaiserzeit. Dort stand sein Anbau schon in einer alten Tradition. Viele Forscher glauben, dass die Römer den Dinkel erst bei ihrem Vormarsch nach Norden kennengelernt hatten. Emmer war, wie bereits Cato der Ältere und Plinius der Ältere berichteten, das klassisch-römische Getreide. Aus Far wurde ein Emmerbrei (Puls) hergestellt, der den Römern ursprünglich zur täglichen Ernährung diente. Erst in der Kaiserzeit wurde der Brei vom Brot als Grundnahrungsmittel aus seiner Spitzenposition verdrängt, behielt aber dennoch eine nicht unwichtige Rolle. Auch für die Herstellung von Opferbroten und -kuchen sowie für das Bestreuen der Opfertiere mit gesalzenem Far wurde Emmer verwendet. Gerste gehörte ebenfalls zu den wichtigsten damaligen Getreidesorten, besonders im Ernährungsplan der Pferde. An den von berittenen Truppen belegten Kastellplätzen wurden daher große Mengen davon in den Horrea gehortet. Für die Zubereitung menschlicher Nahrung mussten die Spelzen der Gerste zumeist durch Kochen weichgemacht werden, sodass das mühsame Entspelzen oder Darren entfiel. Das gekochte Hordeum wurde meist als Gerstenbrei (Polenta), der ursprünglich ein griechisches Nationalgericht war, gegessen. Außerdem wurde er in einigen Provinzen wie Rätien zum Brauen von Bier (Cervisia) verwendet.
Die Nutzung von Wildpflanzen wird lediglich vermutet. Die Bucher Bevölkerung ernährte sich auch von kultiviertem und gesammeltem Obst, wie beispielsweise Zwetschgen (Prunum), und Gemüse. Beliebt waren importierte Feigen (Ficus). Daneben pflanzten und sammelten die Menschen unter anderem Feldsalat, Dill (Anethum), Koriander (Coriander od.  Coriandrum) und wohl auch Winter-Bohnenkraut (Satureja). Vom Kümmel (Careum) wurde der Samen als Würze und die Wurzel für Speisen verwendet.

## Limesverlauf ab Kastell Buch
Nördlich des Kastells Buch verläuft der Limes zwischen den Wachtürmen Wp 12/77 und 12/79 in nordnordöstliche Richtung, passiert unmittelbar hinter dem Wp 12/80 die Jagst und knickt dort nach Osten ein. Diese Richtung behält er bis zum Wp 12/84, bei dem er erneut seinen Verlauf ändert, um im Folgenden bis zum Kastell Halheim bzw. dem Wachturm Wp 12/103 in nordöstliche Richtung zu ziehen. Vom Wp 12/77 (mit 487 m ü. NN) bis zum Wp 12/103 (mit 531 m ü. NN) steigt er insgesamt um rund 44 Höhenmeter an, wobei er in der Jagstsenke mit 438 m ü. NN seine tiefsten und auf der Halheimer Heide bei Wp 12/101 mit 531,2 m ü. NN seinen höchsten Punkt erreicht. Bis auf wenige Ausnahmen, bei denen er besiedeltes Gebiet durchquert (Dalkingen, Röhlingen, Pfahlheim und Halheim), verläuft er in diesem Abschnitt überwiegend auf landwirtschaftlich genutzten Flächen.
| ORL                    | Name/Ort     | Beschreibung/Zustand |
| ---------------------- | ------------ | --- |
| Wp 12/77               | Mahdholz     | 1969 wurden die Fundamente des Steinturms vom Landesdenkmalamt Baden-Württemberg freigelegt und nach der Untersuchung durch den Ostalbkreis restauriert. Die Archäologen stellten für Wp 12/77 drei Ausbauphasen fest. Etwas südlicher der späteren Limesmauer konnte ein Holzwachturm nachgewiesen werden, in dessen Nähe Reste der hölzernen Limespalisade erhalten geblieben waren. Ihr Alter ist durch die im nahen Schwabsberg ergrabenen Hölzer sehr genau bekannt. Sie lassen sich allesamt auf das Jahr 165 n. Chr. datieren. Die Eichenstämme der Limespalisade wurden von den Römern halbiert und mit der geraden Seite in Richtung Barbaricum aufgestellt. Um den Halt zu verbessern, wurden die Stämme mit Querhölzern verbunden. Mit dem Ende des vielleicht alt und schadhaft gewordenen ersten Turmes war ein nur noch in geringen Resten überlieferter, 6,5 × 5,5 Meter großer Steinturm nordwestlich des hölzernen Vorgängerbaues entstanden. Die um ihn herumlaufende grabenartige Vertiefung machte deutlich, dass diese Befestigung einst frei im Feld stand. Zwar konnte dort die Eichenstammpalisade nicht nachgewiesen werden, doch gehört der Turm sicher noch in diesen Zeitraum. Der Ausbau der Limesmauer in Stein wurde während der Regierungszeit des Kaisers Septimius Severus (193 bis 211 n. Chr.) in Angriff genommen, darauf weisen unter anderem dendrochronologisch untersuchte Hölzer aus dem Unterbau der rätischen Mauer bei Kastell Dambach hin, die 2008 geborgen worden sind. Den älteren steinernen Wachturm ersetzte nun ein quadratischer, 5 × 5 Meter großer Turm, der angesichts zahlreicher Kleinfunde wohl längere Zeit belegt war. Wie an anderen Stellen des Limes konnte nachgewiesen werden, dass der Turm weiß verputzt war. Auf diesem Untergrund war mit roter Farbe als Fugenstrich ein regelmäßiges Quadermauerwerk vorgetäuscht. Nahebei wurde die in diesem Bereich 1,1 Meter breite Limesmauer in voller Höhe rekonstruiert. Als Fundgut fielen bei den Grabungen 1969 neben Keramik ein Eisenmesser, eine Scheibenfibel mit Emaileinlage sowie ein Sesterz der Julia Mamaea († 235) an. 2008 wurde im Beisein von Dieter Planck, dem damaligen Präsidenten des Landesamtes für Denkmalpflege, eine Holzturmrekonstruktion mit Trockenmauerwerk eingeweiht, die einen umstrittenen Vorgängerbau aus dem Jahr 1966 ersetzte. Den bereits lange bekannten Befunden, die besonders eindrucksvoll im Odenwald vorliegen und auch durch die Grabungen der RLK bekannt sind, hat Dietwulf Baatz in seinen Rekonstruktionen eine überzeugende Form gegeben. Die bereits Anfang der 1980er Jahre veröffentlichten Ergebnisse konnten sich in der Öffentlichkeit bisher nicht durchsetzen, da die rustikalen Rekonstruktionsversuche eines hölzernen Limeswachturms nach Vorbild der Trajanssäule immer noch die Vorstellungen des Publikums beherrschen. - Befundaufnahme 1885 - 1992 bot sich am Limesturm noch offeneres Land, wie es eher dem antiken Zustand entsprach. - Das 5 × 5 Meter große Steinturmfundament mit der rekonstruierten Limesmauer im Jahr 2009 - Halbierte Eichenstämme der Limespalisade vom Südrand von Schwabsberg |
| Wp 12/78 und Wp 12/79  |              | Hier werden zwei vermutete, aber archäologisch nicht nachgewiesene Turmstellen verortet. |
| Wp 12/80               |              | Die Turmstelle ist bekannt, aber nicht sichtbar. |
| Wp 12/81               |              | Der ursprüngliche Wachturm wurde später durch das Limestor Dalkingen ersetzt. Insgesamt konnte die Forschung bei Wp 12/81 fünf Bauphasen dokumentieren. In seiner letzten Ausbaustufe stand dort ein einzigartiges triumphbogenartiges Tor. Außerdem konnten wichtige Erkenntnisse zum rätischen Limes allgemein gesammelt werden. Das Limestor, ein Bauwerk mit Wachräumen, kontrollierte den Grenzverkehr zwischen dem römischen Reich und dem freien Germanien. Von dort bis Dalkingen wird der Limesverlauf als Hecke veranschaulicht. |
| Wp 12/82 bis Wp 12/83  |              | Drei Turmstellen werden vermutet, sind aber nicht archäologisch nachgewiesen. Im Bereich von Dalkingen ist der Limesverlauf nicht sicher geklärt. |
| Wp 12/84               | Hart         | Nicht mehr sichtbare Stelle eines Steinturms in 10,80 Meter Entfernung von der Limesmauer. Der Steinturm hatte einen rechteckigen Grundriss mit den Seitenlängen 5,08 × 4,80 Meter. Die Mauerstärke betrug 94 Zentimeter. |
| Wp 12/85               | Rot          | Nicht mehr sichtbare Turmstelle eines Steinturms 3,60 Meter hinter der Limesmauer. Zur Zeit der Untersuchungen durch den Limesforscher Heinrich Steimle (1846–1907) war nur noch die Nordecke des Turms gut erhalten. Die Stärke seiner in Opus spicatum ausgeführten Mauer betrug an der Frontseite 68, an der Ostseite 76 Zentimeter. |
| Wp 12/86               | Oberhartbühl | Hier liegt eine nicht sichtbare Turmstelle. |
| Wp 12/87 bis Wp 12/97  |              | Insgesamt werden in diesem Abschnitt elf Turmstellen vermutet. Sie konnten aber bisher nicht archäologisch nachgewiesen werden. |
| Wp 12/98               | Pfahlheim    | Im Bereich der vermuteten Turmstelle wurde ein Stück der Limesmauer konserviert. |
| Wp 12/99 und Wp 12/100 |              | Zwei vermutete, aber nicht archäologisch nachgewiesene Turmstellen |
| Wp 12/101              |              | Nicht mehr sichtbare Stelle eines Holz- und eines Steinturms. Die Türme lagen im Bereich des heutigen trigonometrischen Punktes 531,2. Heute befindet sich hier ein Hinweisstein. |
| Wp 12/102              |              | Hier lag eine vermutete, aber archäologisch nicht nachgewiesene Turmstelle. |
| Wp 12/103              | Krautgarten  | Der hier verortete Steinturm war nachträglich in die Limesmauer eingebunden worden. Heute ist hier nichts mehr zu sehen. |
| ORL 67a                | Buschelacker | → Hauptartikel : Kastell Halheim [ 109 ] |

## Denkmalschutz
Das Kastell Buch und die erwähnten Bodendenkmale sind als Abschnitt des Obergermanisch-Rätischen Limes seit 2005 Teil des UNESCO-Welterbes. Außerdem sind die Anlagen Kulturdenkmale nach dem Denkmalschutzgesetz des Landes Baden-Württemberg (DSchG). Nachforschungen und gezieltes Sammeln von Funden sind genehmigungspflichtig, Zufallsfunde an die Denkmalbehörden zu melden.